# Rechenschieber

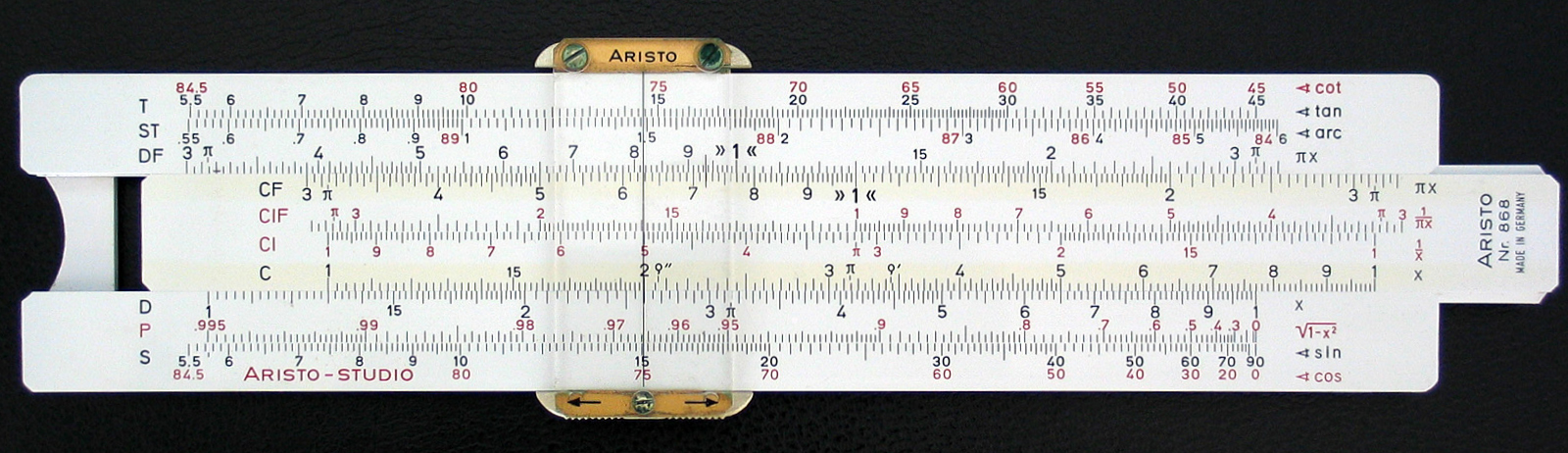
Ein einfacher Rechenschieber (Fab. ARISTO). Die Zunge ist für eine Multiplikation mit 1,30 eingestellt, die Stellung des Läufers zeigt das Ergebnis 2,60 für den Faktor 2,00.

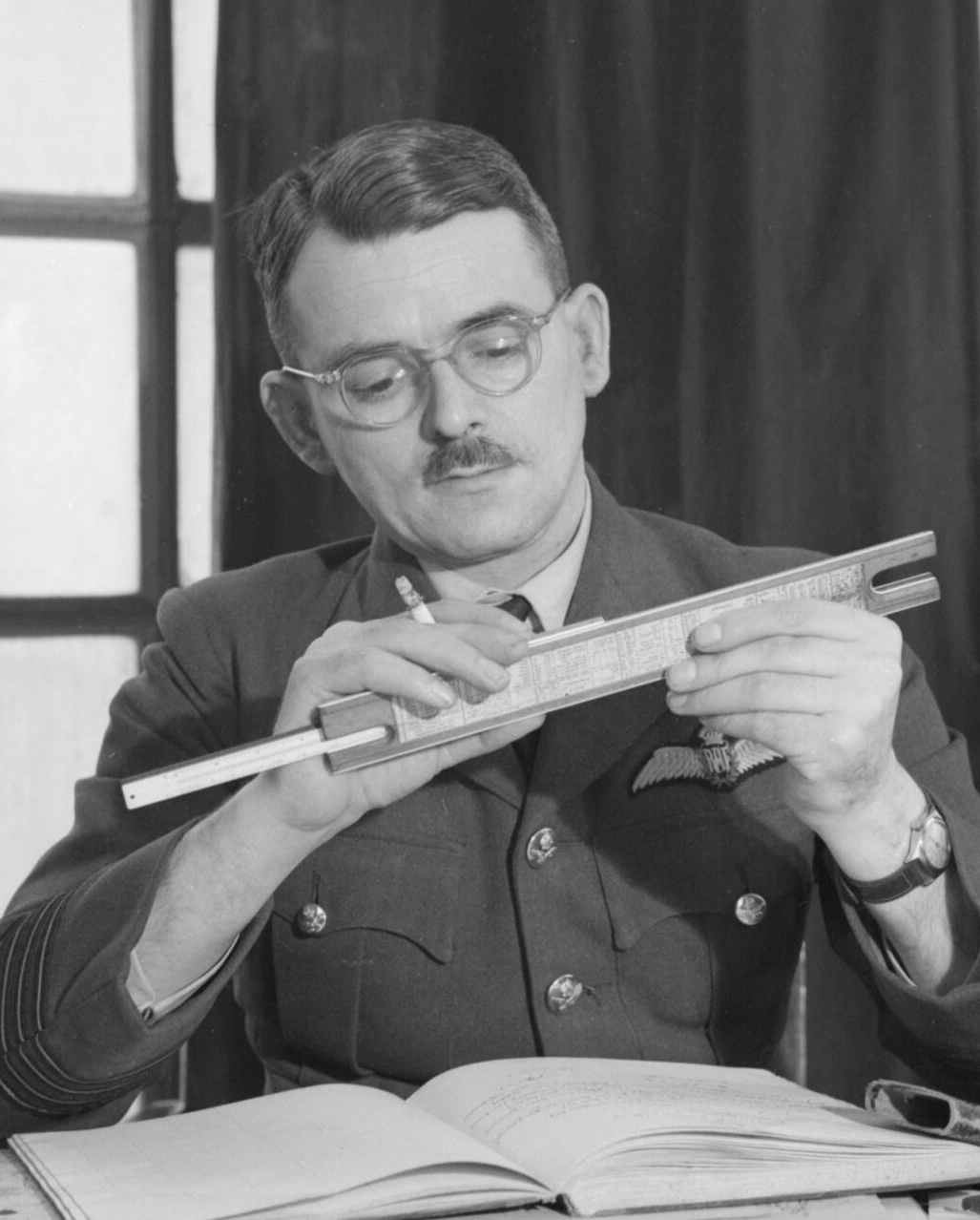
Frank Whittle, einer der Erfinder des Turbinen-Strahltriebwerks, bei der praktischen Anwendung (1943)

Ein Rechenschieber oder Rechenstab ist ein analoges Rechenhilfsmittel (auch Analogrechner genannt) zur mechanisch-grafischen Durchführung von Grundrechenarten, vorzugsweise der Multiplikation und Division. Je nach Ausführung können auch komplexere Rechenoperationen (unter anderem Wurzel, Quadrat, Logarithmus und trigonometrische Funktionen oder parametrisierte Umrechnungen) ausgeführt werden.
Das Prinzip eines Rechenschiebers besteht in der grafischen Addition oder Subtraktion von Strecken, die sich als logarithmische Skalen auf dem festen und dem beweglichen Teil des Rechenschiebers befinden. Der Rechenschieber ist nicht zu verwechseln mit den Napierschen Rechenstäbchen, die die handschriftliche Multiplikation zweier Zahlen erleichtern.
Bis zur weiten Verbreitung des elektronischen Taschenrechners, die in den 1970er Jahren begann, waren Rechenschieber für viele Berechnungen in Technik, Wissenschaft, Studium und Schule in Gebrauch.
Rechenschieber waren bis dahin in der Technik, vor allem für Ingenieure, ein unentbehrliches Hilfsmittel. Mit ihnen wurden alle mechanischen, maschinellen, hydraulischen, elektrischen, statischen, verfahrenstechnischen und thermodynamischen Bauteile und Anlagen berechnet und konstruiert.
Das Arbeiten mit dem Rechenschieber erforderte viel Übung und intensive „Kopfarbeit“, da man nur drei Stellen des Ergebnisses ablesen konnte, die vierte wurde geschätzt. Den Stellenwert musste man dabei im „Kopf“ ermitteln, was bedeutete, dass man das Ergebnis einer Berechnung bereits im Voraus „abschätzen“ musste. Genaue mehrstellige Ergebnisse waren nur mit aufwändigem schriftlichen Berechnen möglich, auch mit Hilfe von per Hand zu bedienenden mechanischen und später elektro-mechanischen Tisch-Rechenmaschinen, die aber nur Grundrechenarten durchführen konnten.
Der Rechenschieber galt bis in die 1950/1960er Jahre als das „Symbol der Ingenieure“ schlechthin, ähnlich dem Stethoskop bei Ärzten.

## Geschichte des Rechenschiebers im Überblick

### Logarithmen: die mathematische Grundlage
Die Geschichte des Rechenschiebers basiert auf der Entwicklung der Logarithmen. Obwohl es indische Quellen aus dem 2. Jahrhundert v. Chr. gibt, in welchen bereits Logarithmen zur Basis 2 erwähnt werden, waren es der Schweizer Uhrmacher Jost Bürgi (1558–1632) und der schottische Mathematiker John Napier (1550–1617), die zu Beginn des 17. Jahrhunderts das erste bekannte System zur Logarithmenberechnung unabhängig voneinander entwickelten.
Das griechische Wort „Logarithmus“ bedeutet auf Deutsch Verhältniszahl und stammt von Napier. Erstmals veröffentlicht wurden Logarithmen von diesem 1614 unter dem Titel Mirifici logarithmorum canonis descriptio, was mit Beschreibung des wunderbaren Kanons der Logarithmen übersetzt werden kann.
Nachdem sich der Oxforder Professor Henry Briggs (1561–1630) intensiv mit dieser Schrift beschäftigte, nahm er mit deren Autor Kontakt auf und schlug vor, für die Logarithmen die Basis 10 zu verwenden („briggssche“ bzw. „dekadische“ Logarithmen). Diese verbreiteten sich schnell und wurden besonders in der Astronomie geschätzt.
Mit den Logarithmen war die mathematische Grundlage für die Entwicklung des mechanischen Rechenschiebers gelegt, denn die Funktionsweise des Rechenschiebers basiert für die Multiplikation und Division auf dem Prinzip der Addition bzw. Subtraktion von Logarithmen.

### Vom Logarithmus zum Rechenschieber
Schon 1624, zehn Jahre nach Entwicklung des Konzepts der Logarithmen durch John Napier, gab der englische Theologe und Mathematiker Edmund Gunter (1581–1626) erstmals seine Grundgedanken über die logarithmischen Zahlen bekannt. Mit der von ihm entwickelten „Gunterskala“, einem Stab mit logarithmisch angeordneten Skalen, konnte man anfänglich nur mit Hilfe eines Stechzirkels Multiplikations- und Divisionsberechnungen einschließlich von Winkelfunktionen durchführen, indem man die logarithmischen Strecken abgriff. Das Berechnen mit dem Zirkel war jedoch sehr aufwändig und arbeitsintensiv. Richard Delamain veröffentlichte im Jahr 1630 einen kreisförmigen Rechenschieber mit verschiebbaren Skalen, den er Grammelogia nannte. Mit diesem waren zum ersten Mal Rechnungen wie mit einem modernen Rechenschieber möglich. William Oughtred (1574–1660) veröffentlichte im Jahr 1632 eine Rechenscheibe mit einem Satz nicht verschiebbarer Skalen, die er Circles of Proportions nannte. Die Berechnungen wurden anstelle des Stechzirkels mit zwei Zeigern durchgeführt. Im Jahr 1633 veröffentlichte Oughtred einen Nachtrag zum Circles of Proportions, in dessen Anhang er die Verwendung zweier mechanisch nicht verbundener Lineale mit logarithmischen Gunterskalen zum Rechnen beschreibt. Oughtred beanspruchte, seine Instrumente, auch einen von ihm nie veröffentlichten zirkularen Rechenschieber, schon vor Delamain erfunden zu haben. Selbst wenn dies wahr wäre, hat er seine Erfindungen doch nicht veröffentlicht; aus seinen Schriften, in denen er Delamain unter anderem als Taschenspieler bezeichnet, der seine Studenten mit den Instrumenten beeindruckt, geht deutlich hervor, dass sein Fokus auf der theoretischen Mathematik und nicht den mathematischen Instrumenten war. Damit muss Delamain das Verdienst zugesprochen worden, den Rechenschieber erstmals für die Öffentlichkeit entwickelt und beschrieben zu haben. Delamain war ein Schüler von Gunter („Master Gunter, Professor of Astronomy in Gresham College, my worthy Tutor“), sodass es, wie von Delamain behauptet, sehr wahrscheinlich ist, dass Delamains Entwicklungen unabhängig von Oughtred stattgefunden haben, auch wenn Delamain und Oughtred sich kannten und über mathematische Fragestellungen unterhalten haben. Edmund Wingates Rechenlineale mussten zum Dividieren und Multiplizieren weiter mit Zirkel benutzt werden; er hat jedoch zum ersten Mal 1645 die heutige Skalenkombination D, A, K beschrieben, so dass es erstmals ohne Zirkel und Skalenverschiebung möglich war, quadratische und kubische Wurzeln zu bestimmen.
Die ersten geraden Rechenschieber mit verschiebbarer Zunge sind von Robert Bissaker (1654) und aus 1657 von Seth Patridge (1603–1686) bekannt. In Deutschland werden logarithmische Rechenschieber bzw. -lineale erst gut 50 Jahre später bekannt, wobei bereits vor 1630 Rechenbretter und -stäbe bekannt waren, die wahrscheinlich jedoch auf Basis der Relationen in Dreiecken und Winkelfunktionen funktioniert haben.
Der von Isaac Newton (1643–1727) erfundene Läufer – auch Indikator genannt – wurde 1775 von John Robertson (1712–1776) umgesetzt. Er blieb jedoch über hundert Jahre lang in Vergessenheit. Diese äußerst praktische Weiterentwicklung ermöglicht durch ihre Querstrich-Markierung die Verbindung von zwei sich nicht berührenden Skalen und erhöht somit die Genauigkeit der Zungeneinstellung bzw. der Ablesung.
Die doppellogarithmischen Exponentialskalen zur Vereinfachung von Exponentialaufgaben jeglicher Art wurden 1815 vom englischen Arzt und Lexikographen Peter Mark Roget (1779–1869) erfunden, um dann bis zum Beginn des 20. Jahrhunderts wieder in Vergessenheit zu geraten.
Bis circa 1800 wurden Rechenschieber in sehr unterschiedlichen Ausführungen gebaut. Neben den runden Rechenschiebern und -scheiben, in deren Zentrum sehr leicht Zeiger montiert werden konnten, wie zum Beispiel bei Oughtreds Circles of Proportions, oder ein Faden, wie von Delamain beschrieben, bestand eine übliche längliche Ausführung aus einem Stab mit quadratischem Querschnitt und entsprechend der vier Seiten mit bis zu vier Zungen, weil es keine Läufer gab. Diese leiten sich von den erstmals von Oughtred beschrieben Linealen mit meist quadratischem Querschnitt und Skalen auf mehreren Seiten ab, die in beliebiger Kombination nebeneinander gelegt wurden und in Deutschland zum Beispiel durch die Veröffentlichung von Michael Scheffelt bekannt wurden, der diese ggf. unabhängig selbst entwickelt hat.
Der erste Rechenschieber, der eine weitere Verbreitung fand, ist der von James Watt entwickelte Typ, der nach seiner Dampfmaschinenfabrik Soho genannt wird. Dieser Typ wurde in Frankreich bekannt und dort von Lenoir in hoher Qualität mit gravierten Skalen auf Buchsbaumholz produziert. Dieser Rechenschiebertyp hatte nur eine Zunge und ebenfalls keinen Läufer. Daher wurden die obere Skala auf dem Körper und der Zunge in zwei Dekaden angetragen und zum Multiplizieren und Dividieren verwendet. Auch die untere Skala auf der Zunge wurde in zwei Dekaden angetragen und nur die untere Skala auf dem Körper war in einer Dekade angetragen; diese beiden unteren Skalen wurden zum Wurzelziehen und Quadrieren verwendet. Die Rückseite der Zunge der von Lenoir produzierten Soho Rechenschieber zeigte oft auch die Sinus-, Tangens- sowie die Mantissenskala, wobei nur die Mantissenskala auf die untere Skala des Körpers bezogen war.
Ab circa 1850 bekam die Entwicklung der Rechenschieber eine hohe Dynamik.

### Technisches Hilfsmittel, Alltagsgegenstand, Taschenrechner, Sammlerobjekt
In den ersten zweihundert Jahren nach seiner Erfindung wurde der Rechenschieber sehr wenig genutzt. Erst Ende des 18. Jahrhunderts wurde seine Bedeutung von James Watt neu erkannt. Mit dem technischen Fortschritt in der Zeit der Industriellen Revolution wurde der Rechenschieber das meistbenutzte Instrument für technische und wissenschaftliche Berechnungen.
Mit Hilfe des Rechenschiebers wurden alle maschinellen, hydraulischen, elektrischen, statischen, verfahrenstechnischen und thermodynamischen Bauteile und Anlagen berechnet und konstruiert, so u. a. Lokomotiven, Kraftwerke, Telefonnetze, bedeutende Bauwerke wie die Golden Gate Bridge, Fahrzeuge aller Art, Flugzeuge und Raketen. Aluminiumrechenschieber vom Typ Pickett N600 wurden auch noch auf Apollo-Raumfahrten mitgeführt, unter anderem bei Flügen zum Mond.
Mit der zunehmenden Bedeutung des Rechenschiebers wurde er auch an den Schulen unterrichtet.
Jede Anwendung von Rechenschiebern hat besondere Anforderungen, so dass unterschiedlichste Rechenschiebertypen entwickelt wurden. Neben eher einfachen Typen, sogenannten Schulrechenstäben, die im Unterricht und bei einfachen Berechnungen im Alltag ihre Nutzung fanden, wurden auch komplexere Rechenschieber mit diversen Skalenanordnungen für verschiedene technische Aufgabenstellungen entworfen, so dass auch Ingenieure mit unterschiedlichen Arbeitsschwerpunkten andere Rechenschiebertypen verwendeten.
Sogenannte Spezialrechenschieber, die teils keine allgemeinen Berechnungen mehr erlaubten, wurden oft in sehr speziellen Bereichen eingesetzt, so zum Beispiel von Piloten zur Navigation in der Luftfahrt (als Rechenscheibe), in der Geodäsie, der Elektro- und Anlagentechnik, der Chemie, beim Militär oder im Handel.
Erste Taschenrechner

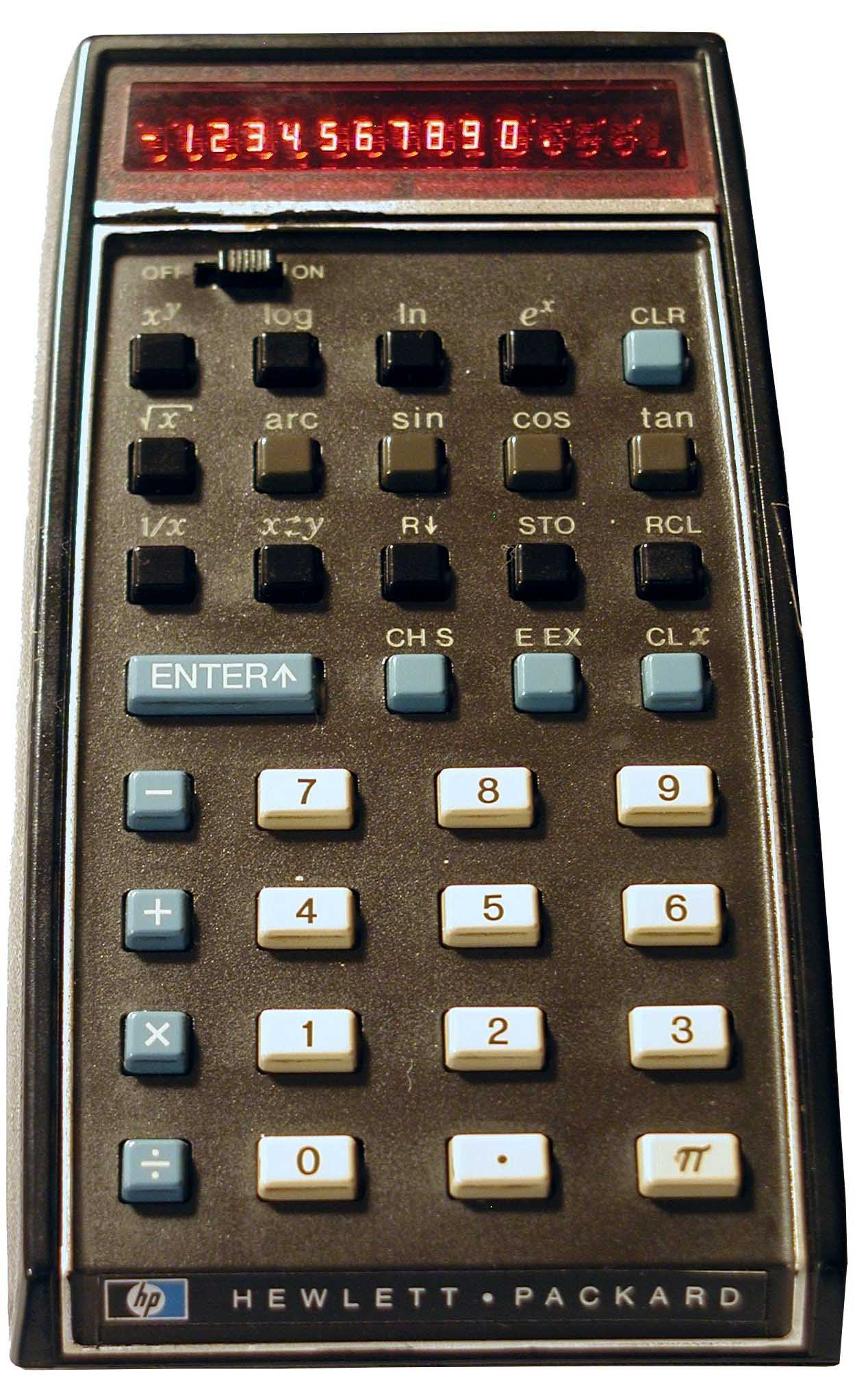
Der technisch-wissenschaftliche Taschenrechner HP-35 (1972) wurde zum Verkaufserfolg und leitete das Ende des Rechenschiebers ein

Die ersten Taschenrechner konnten Anfang der 1970er Jahre nur addieren und subtrahieren; sie waren daher für den Rechenschieber zunächst keine Bedrohung. Bereits 1972 kam mit dem HP-35 von Hewlett-Packard jedoch der erste technisch-wissenschaftliche Taschenrechner mit trigonometrischen, Exponential- und Logarithmusfunktionen auf den Markt. Kurzzeitig gab dies der Entwicklung des Rechenschiebers einen neuen Impuls; 1970 kam mit dem Aristo Hyperlog der wohl durchdachteste wissenschaftliche Rechenschieber aus deutscher Fertigung auf den Markt. Jedoch waren um 1975 die Preise für Taschenrechner schon so weit gefallen, dass der Schulunterricht darauf umgestellt wurde. Damit verlor der Rechenschieber endgültig seine Bedeutung und die Produktion wurde eingestellt. In der DDR und China geschah dies rund zehn Jahre später. Danach blieben Rechenschieber nur noch in wenigen Bereichen im Einsatz, meist in Form von Spezialrechenschiebern, zum Beispiel zur Navigation in der Luftfahrt oder zur Auswahl von Heizungsventilen.
Sammlerobjekt

Heute, mehrere Jahrzehnte nach dem Ende der Rechenschieberära, ist der Rechenschieber bei Menschen jünger als 50 Jahre praktisch unbekannt. Es entwickelte sich jedoch eine Sammlerszene, die über das reine Sammeln hinaus auch an der Erforschung der Geschichte der Rechenschieber großen Anteil hat. In Deutschland und auch auf internationaler Ebene finden hierzu regelmäßig Treffen statt. Die seit 1991 existierende „Oughtred Society“ veröffentlicht vierteljährlich Fachartikel. Zudem existiert die internationale Gruppe „sliderule“, die sich zuvor auf Yahoo befand.
Mittlerweile gibt es auch Rechenschiebersimulationen und entsprechende Handyapps, z. B. für den E6-B-Flugrechner. Die graphische Darstellung von Rechenschiebern eignet sich sehr gut für Bedienkonzepte auf Basis des heute beliebten Wischens.

## Rechenschieber ab 1850
Die Fertigung von Rechenschiebern in großen Stückzahlen und hoher Qualität startete in Frankreich im frühen 19. Jahrhundert durch die Firma Lenoir und Gravet-Lenoir. Vor Erfindung des Typs Mannheim stellten sie Rechenschieber vom Typ Soho her, die so nicht nur in England, sondern auch in Frankreich Verbreitung fanden. Ab Ende des 19. Jahrhunderts begannen die deutschen Firmen Dennert und Pape, Faber-Castell und Nestler, Rechenschieber in großen Serien maschinell zu fertigen.

### Herstellerüberblick
In der Bundesrepublik Deutschland wurden Rechenstäbe z. B. von „Aristo“ (Dennert & Pape) in Hamburg (ab 1872 aus Buchsbaum, ab 1888 mit Zelluloidauflagen), A. W. Faber Castell in Stein bei Nürnberg (ab ca. 1892), Nestler in Lahr (vor 1900), IWA bei Esslingen sowie bei Ecobra produziert. In der DDR waren es die Firmen Reiss (später VEB Mess- und Zeichengerätebau) in Bad Liebenwerda und die Meissner KG in Dresden. Beide Betriebe wurden 1974 zum VEB Mantissa in Dresden zusammengeführt.
Bekannte ausländische Hersteller von Rechenschiebern waren in den USA u. a. Keuffel & Esser (Hoboken), Dietzgen und Pickett. In Japan wurden Rechenschieber bei Sun Hemmi produziert, die auch zahlreiche Rechenschieber für die amerikanische Firma Post herstellten, in Frankreich bei Graphoplex und in Großbritannien bei Thornton, Unique sowie Blundell-Harling. Daneben existierten noch zahlreiche weitere weniger bekannte Firmen im In- und Ausland.
Zu den Schweizer Herstellern von Rechenschiebern (verschiedene Bauformen) zählen Loga, Billeter, National und Kern.

### Bauformen
Im Wesentlichen können zwei Bauformen unterschieden werden: das Einseitenmodell und das Zweiseitenmodell. Daneben gibt es Sonderbauformen wie die Rechenscheibe und die Rechenwalze.

#### Einseitenmodell
Das Einseitenmodell besteht aus einem geschlossenen Körper mit U-förmigem Querschnitt, auf dem meist mehrere parallel angeordnete Skalen angebracht sind, einer beweglichen Zunge mit gleichartigen eigenen Skalen sowie einem auf dem Körper verschiebbaren Läufer mit einer Querstrich-Markierung. Bei einigen Herstellern ist der U-förmige Körper in zwei Hälften zerteilt, die mit Federplättchen, Zelluloid oder anderem verbunden sind, um die Zügigkeit der Zunge einstellen zu können. Oft enthalten die Zunge und der Körper Einlagen in Form von Metall-, Alu- oder Eisenbänder, die die Maßhaltigkeit sicherstellen sollten und auch ein Richten beziehungsweise Biegen der Zunge erlaubten, falls sich diese verzogen hatte. Trotz dieser Maßnahmen finden sich heute viele Einseitenrechenschieber, deren Zunge eine etwas andere Länge besitzt als der Körper. Das liegt vor allem daran, dass Zunge und Körper bei der geschlossenen Bauweise nicht aus demselben Stück Holz gefertigt wurden.

#### Zweiseitenmodell
Das Zweiseitenmodell, oft auch als Duplex bezeichnet, besteht aus einem zweiteiligen Körper, dessen beide Teile mit Stegen an den Enden verbunden sind. Die Stege sind entweder fest verklebt oder geschraubt und genietet. Zwischen den beiden Körperhälften läuft die bewegliche Zunge, deren Zügigkeit reguliert werden kann, wenn die Stege geschraubt und genietet sind. Zunge und Körper wurden aus derselben Platte des Rohmaterials gefertigt. Längenunterschiede sind beim Duplexmodell daher seltener anzutreffen. Holzduplexmodelle ohne verleimte Schichten neigen allerdings dazu, sich im Querprofil zu verziehen, sodass bei Vorkriegsmodellen der Läufer manchmal klemmt. Der auf dem Körper verschiebbare Läufer besitzt auf beiden Seiten des Körpers mindestens eine Haarlinie. Die Haarlinien sind zueinander justiert, sodass nicht nur Skalen auf einer Seite, sondern auch Skalen auf Vorder- und Rückseite zueinander in Bezug gesetzt werden können.

#### Materialien
Die Rechenschieber wurden ursprünglich vor allem aus Holz hergestellt, auf das die Skalen eingraviert wurden. Gelegentlich kamen auch aufgeklebte bedruckte Papierstreifen zum Einsatz, die den Vorteil besserer Lesbarkeit hatten. Ab dem ausgehenden 19. Jahrhundert wurden auf das Holz weiße Zelluloidstreifen aufgeleimt, auf denen die Skalen eingraviert und mit Farbe gefüllt wurden, so dass wie beim Papier eine sehr gute Lesbarkeit gegeben war. Anstelle des Holzes wurde im asiatischen Raum auch Bambus als Trägermaterial verwendet. Die Holz- und Bambusrechenschieber wurden schließlich weitgehend von Kunststoffmodellen, bevorzugt aus PVC, abgelöst. Einige Hersteller setzten auch auf bedrucktes oder graviertes Aluminium. Messing und Elfenbein sind eher selten anzutreffen.

#### Baulängen
Die Standardskalenlänge – gemessen von der Marke „1“ bis zur Marke „10“ – der Rechenschiebermodelle ist 25 cm; kleine Ausführungen (z. B. Taschenmodelle) haben eine Skalenlänge von 12,5 cm, Büro- oder Tischmodelle von 50 cm. Auch längere Bauformen für noch präzisere Berechnungen sind bekannt. Demonstrationsmodelle zum Einsatz an Schulen und Universitäten hatten oft eine Länge um 1,8 m.

#### Sonderbauformen

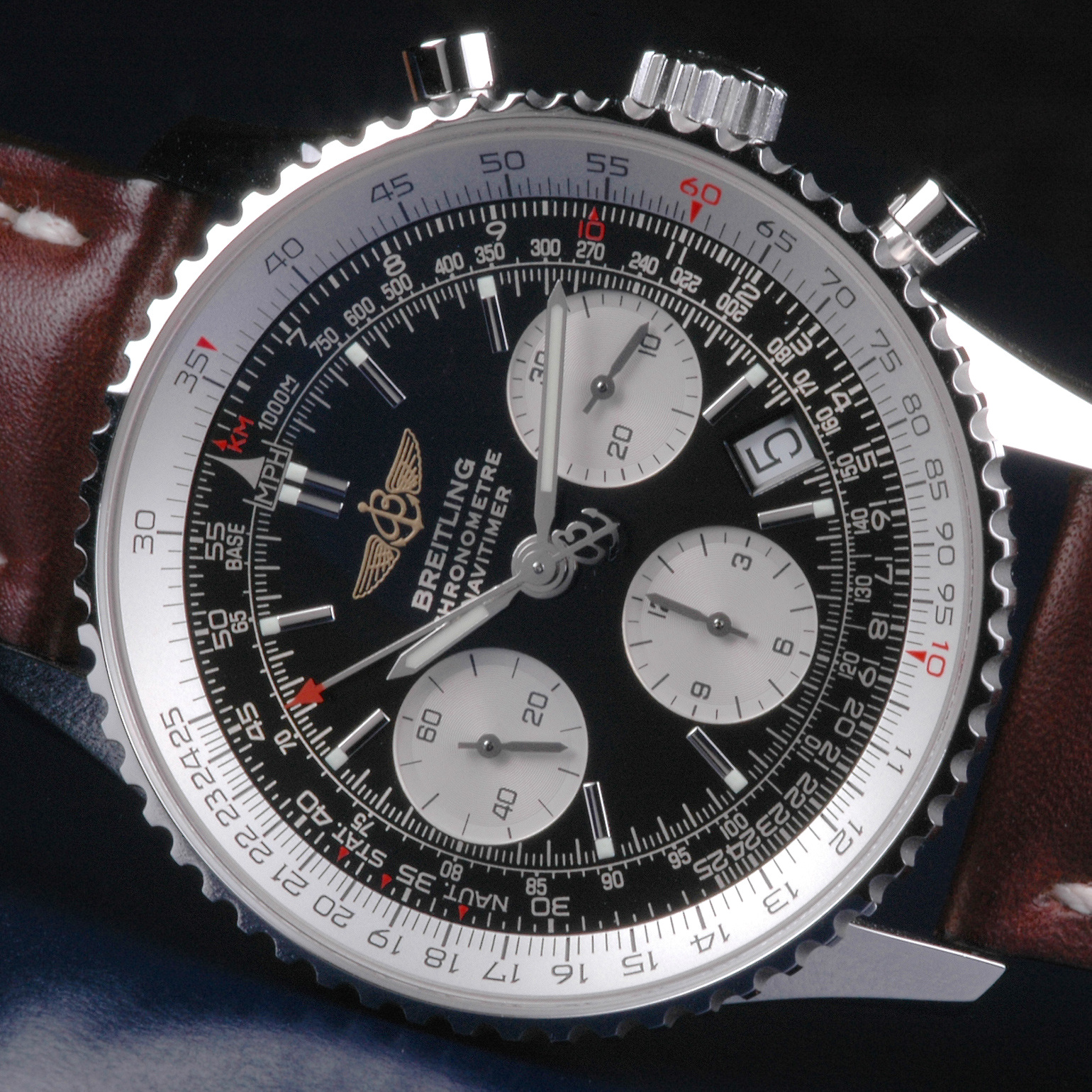
Armbanduhr (Fliegerchronograf) mit Rechenschieberskala außen auf dem Zifferblatt.

Varianten des Rechenschiebers sind
1. die Rechenscheibe, d. h. ein Rechenschieber, der nicht als gerader Stab, sondern kreisförmig ausgelegt ist, auch auf der Rückseite einiger Parkscheiben und selbst auf Uhren zu finden (auch im Jahr 2017 noch[12]), und
2. die Rechenwalze, d. h. ein Rechenschieber, dessen Skalen auf viele (typischerweise einige Dutzend) Teile aufgeteilt zylindrisch angeordnet sind, wodurch eine größere effektive Skalenlänge (typischerweise einige Meter) und damit eine höhere Genauigkeit erreicht wird. Rechenwalzen kamen ab der zweiten Hälfte des 19. Jahrhunderts in größeren Stückzahlen auf den Markt. Die größten Rechenwalzen (von Loga, Uster/Zürich) haben eine Skalenlänge von 24 m. Eine weitere Bauform sind Rechenuhren.

Da man mit dem Rechenschieber nicht direkt addieren und subtrahieren kann, gibt es für diese beiden Rechenoperationen Ausführungen, die auf der Rückseite einen Zahlenschieber (Griffeladdierer) haben.

### Die Geschichte der Skalensysteme von Einseitenrechenschiebern
Skalensysteme beschreiben, welche Skalen ein Rechenschieber besitzt, auf welche anderen Skalen diese bezogen sind und wie die Skalen auf dem Rechenschieber angeordnet sind. Die mit einem Rechenschieber möglichen Berechnungen unterscheiden sich je nach Existenz, Bezug und Anordnung der Skalen. Nachfolgend wird die Geschichte der Skalenanordnungen für technische Rechenschieber der Großfertigung ab 1900 dargelegt. Eine wichtige Quelle dafür ist das Buch The Slide Rule: A Practical Manual von Charles Newton Pickworth, das in insgesamt 24 Ausgaben erschien und damit die Geschichte des Einseitenrechenstabes speziell in England und Deutschland von 1900 bis 1950 abbildet.

#### System Mannheim
Der französische Mathematikprofessor Amédée Mannheim (1831–1906) entwickelte um 1850 eine Skalenauswahl und -anordnung für Rechenstäbe, die eine große und herstellerunabhängige Verbreitung erfuhr und den Markt der Rechenschieber bis in die Zeit des Zweiten Weltkriegs prägte. Neben den Grundskalen C und D gab es auf der Vorderseite nur die Quadratskalen A und B. Mit dem System Mannheim wurde auch der Läufer eingeführt, um die Skalen A und B sowie C und D aufeinander beziehen zu können. Die Zungenrückseite besaß üblicherweise eine Mantissen- (für Logarithmen, bezogen auf D), eine Sinus- (bezogen auf A) und eine Tangensskala (bezogen auf D). Meist waren auf der Stabrückseite Ausschnitte zur Ablesung dieser Skalen vorhanden; die Logarithmenskala war daher üblicherweise invers (in umgekehrter Reihenfolge) angetragen. Die Zunge konnte zur Verwendung der Sinus- und der Tangensskala auch gewendet werden; dies brachte einen Zeitgewinn, wenn viele Berechnungen mit trigonometrischen Funktionen durchgeführt werden mussten. Spätere Mannheim-Modelle wurden auf der Zungenvorderseite mit Kehrwertskala (inverse Grundskala CI) ausgestattet.

#### System Beghin
Das System Beghin wurde um 1898 erfolgreich auf den französischen Markt gebracht und war dort auch unter dem Namen règle des écoles bekannt. Es zeichnet sich dadurch aus, dass es anstelle der quadratischen Skalen A und B zwei um {\displaystyle {\sqrt {10}}} versetzte beziehungsweise gefaltete Skalen besitzt, die ein schnelles Rechnen ohne Durchschieben beziehungsweise Rückschlag der Zunge und ein beinahe beliebiges Mischen der Skalen erlauben. Ursprünglich wurde es um 1882 von Professor Tscherpaschinski aus St. Petersburg entwickelt, der beim französischen Hersteller Tavernier-Gravet einen Prototyp bestellt hatte. Die Skala B wurde meist auf der Rückseite der Zunge untergebracht; manchmal findet sich die Skala A oberhalb der gefalteten Skalen. Die Mantissenskala L findet sich auf der vorderen Schmalseite oder hinten auf der Zunge. Aufgrund der an der üblichen Stelle fehlenden Skala A mussten sowohl die Tangensskala T als auch die Sinusskala S auf die Skala D bezogen werden. Sehr früh weisen diese Rechenschieber auch die inverse Skala CI auf. Späte Varianten wie der Graphoplex 660 besitzen die Mantissenskala L auf der Zungenvorderseite und zusätzlich auf der Zungenrückseite die Skala ST. Die gefalteten Skalen werden später zum Markenzeichen schlechthin für alle modernen Rechenschieber, besonders den Duplexmodellen; obwohl bei den moderneren Rechenschiebern die Faltung um {\displaystyle \pi } dominiert, kehren die späten chinesischen Rechenschieber der Typen Flying Fish 1002, 1003 und 1200 zur Faltung um {\displaystyle {\sqrt {10}}} zurück.
Eine spezielle Variante sind sogenannte Präzisionsrechenschieber, die ebenfalls um {\displaystyle {\sqrt {10}}} gefaltete Skalen besitzen und dabei aber bei der Hälfte der Länge abgeschnitten sind, so dass die nicht gefalteten Skalen von 1 bis {\displaystyle {\sqrt {10}}} und die gefalteten Skalen von {\displaystyle {\sqrt {10}}} bis 10 reichen. In diesem Fall kann mit diesen Skalen zwar nicht schneller gerechnet werden, dafür aber in höherer Genauigkeit als mit einem gleich langen Rechenschieber, dessen Skalen die volle Länge besitzen.

#### System Rietz
Der deutsche Ingenieur Max Rietz (1872–1956) ergänzte 1902 die Vorderseite des Rechenschiebers um die Kubikskala K und die Mantissenskala L. Die Sinusskala wurde bei den Rechenschiebern vom Typ Rietz wie schon beim System Beghin sehr früh auf die Skala D bezogen. Dadurch ist der Bereich zwischen 35 Minuten und 5,6 Grad entfallen; dieser Bereich wurde beim System Rietz in eine neue Skala ST aufgenommen. Diese Anordnung der trigonometrischen Funktionen auf der Zunge hat sich international durchgesetzt. Später kam auf der Vorderseite der Zunge auch noch eine Kehrwertskala hinzu. Das System Rietz wurde ab den 1920er Jahren von allen Herstellern produziert und entwickelte sich bis zum Ende der Rechenschieberproduktion zu einer der meistverbreiteten Skalenanordnungen. Besonders beliebt war diese Anordnung für Taschenmodelle mit 12,5 cm Skalenlänge. Einige Nachkriegsmodelle wurden als Rietz bezeichnet, obwohl die Skalenanordnung nicht übereinstimmt (z. B. Reiss Rietz Spezial).

#### System Log-Log Simplex (Elektro)
Ab dem frühen 20. Jahrhundert wurden die doppelt logarithmischen Skalen entwickelt. Diese Skalen, auch Log-Log oder Exponentialskalen genannt, erlauben nicht nur die Berechnung beliebiger, auch nichtganzzahliger, Potenzen und Wurzeln, sondern auch die Berechnung beliebiger Logarithmen auf einfachere Weise als sogenannte Mantissenskalen, die jeweils nur für bestimmte Logarithmen gelten. Beim Davis Log-Log Rule wurden die jeweils zwei Exponentialskalen und inversen Exponentialskalen auf den beiden Seiten einer zweiten Zunge angeordnet. Beim Perry Rule wurden eine Exponentialskala und eine inverse Exponentialskala auf dem Körper angeordnet. Beim Yatoga wurden bereits drei Exponentialskalen und drei inverse Exponentialskalen auf dem Körper angeordnet, wie es sich später bei Duplexmodellen durchgesetzt hat. Zunächst setzte sich jedoch die Anordnung der Elektrorechenschieber durch, die als erstes von Faber-Castell um 1906 auf den Markt (Modell 368) kamen. Ab circa 1925 waren bei den meisten Herstellern die beiden Skalen LL2 und LL3 üblicherweise auf die Grundskalen C/D bezogen und an der Eulerschen Zahl e ausgerichtet, wodurch der natürliche Logarithmus direkt abgelesen werden kann. Oft waren sie analog zu den Skalen K und L des Typs Rietz auf der Staboberseite am oberen und unteren Rand angeordnet. Später wurden sie oft unmittelbar nebeneinander gelegt, um den Übergang zwischen den Skalen zu vereinfachen. Da die Skalen LL0 und LL1 für die technische Verwendung nicht unbedingt erforderlich sind, wurden sie wegen des auf Einseitenrechenschiebern mangelnden Platzes in der Regel weggelassen. Die übrigen Skalen folgten ursprünglich dem System Mannheim (bei Faber-Castell bis zur Einstellung der Fertigung); viele andere Hersteller stellten bis spätestens Ende der 1950er Jahre auf die Anordnung des Systems Rietz um (z. B. Aristo Elektro 915, Graphoplex 640 und andere). Der um 1950 von Prof. André Séjourné entwickelte Graphoplex 640 besitzt auf der Rückseite der Zunge eine zweite C-Skala, sodass bei umgedrehter Zunge alle Rechnungsarten möglich sind, ohne den Rechenstab wenden zu müssen; dabei muss lediglich auf die CI- und die B-Skala verzichtet werden.

#### System Differential Simplex
Ein grundlegender Nachteil der Typen Mannheim, Rietz und Log-Log Simplex ist, dass zur Verwendung der trigonometrischen Funktionen entweder der Rechenstab gewendet werden muss oder die Zunge. Bei letzterem ist es in der Regel nicht mehr möglich, normale Multiplikationen und Divisionen durchzuführen, sodass die Zunge gegebenenfalls öfter gewendet werden musste. Hubert Boardman hat am 29. September 1932 ein Patent eingereicht (GB411090), das die differentiellen Skalen TD und ITD für Tangens und SD und ISD für Sinus sowie die differentiellen Skalen Y und Z zur differentiellen Abbildung der LL1-Skala beschreibt. Diese Skalen benötigen sehr wenig Platz; die vier trigonometrischen differentiellen Skalen belegen eine Länge der Standardteilung und sind auf der Zunge angeordnet. Die differentiellen LL1-Skalen Y und Z benötigen bei Teilungslänge von 25 cm nur 1 cm am linken Rand des Rechenschiebers und sind auf dem Körper direkt oberhalb und unterhalb der Zunge angeordnet. Mit dem Thornton 101 wurde ein ansonsten Rietz-kompatibler Rechenschieber produziert, mit dem Thornton 121 ein ansonsten Log-Log-Simplex-kompatibler Elektrorechenschieber. Bei beiden waren alle Skalen an der Oberfläche untergebracht. Der Thornton 131 hatte zusätzlich die bei Elektrorechenschiebern typischen Skalen für Wirkungsgrad und Spannungsabfall unter der Zunge. Im Vereinigten Königreich waren diese Rechenstäbe weit verbreitet und sind (Stand Juni 2019) auf ebay UK entsprechend oft gebraucht zu finden.

#### System Darmstadt (Simplex)

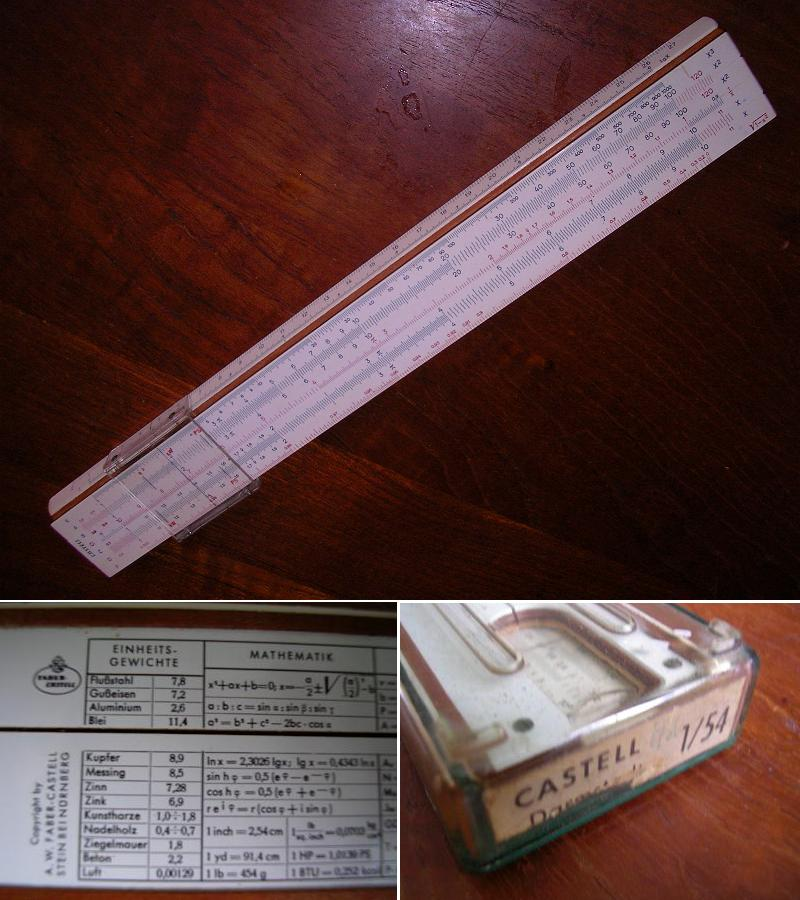
Rechenschieber System Darmstadt

Die Erfindung des Systems Darmstadt wird dem Institut für Praktische Mathematik (IPM) an der TH Darmstadt unter der Leitung von Alwin Walther zugeschrieben und erfolgte um 1934. Der Typ Darmstadt ist eine Weiterentwicklung auf Basis des Typs Rietz mit stark veränderter Skalenanordnung. Die Skala ST ist aus Platzgründen zunächst entfallen und durch eine Marke ρ ersetzt worden. Statt der Mantissenskala L wurde an der vorderen Kante des Stabes die neue logarithmisch aufgetragene pythagoreische Skala P angeordnet, die bei bekanntem Sinus direkt den Cosinus liefert und umgekehrt. Die Mantissenskala wurde an die hintere Schmalseite verlegt. Die Sinus- und Tangensskalen wurden von der Zunge auf die vordere Schmalseite des Stabkörpers verlegt; der Rechenschieber musste dadurch für trigonometrische Berechnungen nicht mehr vollständig gewendet werden. Bei den Kunststoffmodellen wurden Sinus-, Tangens- und Mantissenskala mit auf die Oberfläche des Körpers gelegt; auf den späteren Modellen findet sich auch die Skala ST. Die Exponentialskalen LL1, LL2 und LL3 fanden sich auf der Rückseite der Zunge (siehe auch Davis Rule im System Log-Log Simplex), sodass mit dem Darmstadt beliebige Exponenten und Wurzeln gerechnet werden können. Die Berechnung beliebiger Logarithmen war durch Wenden der Zunge möglich. Der Typ Darmstadt wurde von Anfang an von mehreren deutschen Herstellern produziert; er konnte sich in Deutschland vom Ende der 1930er Jahre bis Mitte der 1950er Jahre als Standardrechenschieber für den wissenschaftlichen Bereich behaupten. Sein Skalenbild wurde bezüglich der trigonometrischen Funktionen auf den deutschen und britischen Duplex-Rechenschiebern übernommen; international hat es sich nicht durchgesetzt. Auch die ursprüngliche Simplex-Variante blieb im deutsch geprägten Markt nach dem System Rietz bis zum Ende der Rechenschieberära eines der meistverkauften Systeme und war auch als Taschenrechenschieber sehr beliebt.

### Die Geschichte der Skalensysteme von Zweiseitenrechenschiebern

#### Frühe Duplex
Der sogenannte Duplexrechenschieber wurde von William Cox im Jahr 1891 wiedererfunden und für den US-amerikanischen Hersteller Keuffel und Esser (K&E) zum Patent angemeldet, so dass anderen Herstellern der Einstieg in die Produktion von Duplexrechenstäben erst später möglich wurde. Die ersten Duplexrechenstäbe wurden in Großserie dennoch in Deutschland von Dennert und Pape gefertigt, weil K&E ihre Produktion in den USA erst noch aufbauen mussten. Ein bekanntes, in Deutschland um 1903 für K&E gefertigtes Modell ist der K&E4078, der auf Vorder- und Rückseite jeweils nur vier Skalen hatte, und zwar A [B C] D sowie A [BI CI] D. Weitere frühe Modelle, schon aus US-amerikanischer Fertigung, sind der K&E4061 mit identischer Skalenanordnung sowie der K&E4061-T mit zusätzlichen trigonometrischen Skalen (A [B S C] D und A [BI T CI] D L). Diese Rechenschieber sind Mannheim-kompatibel; die Skala S ist auf A bezogen. Um 1908 wurde der K&E4092 entwickelt, der der erste Log-Log-Simplex-kompatible Duplexrechenschieber war und von Anfang an auch die Skala LL1 umfasste. Seine beiden Seiten zeigen A [B S C] D sowie LL1 LL2 LL3 [B T CI] D L; auch hier ist die Skala S Mannheim-kompatibel auf A bezogen.
Nach Ablauf des K&E-Duplex-Patents begannen in den USA auch andere Hersteller, Duplexrechenschieber zu produzieren (z. B. Dietzgen) oder zu vertreiben (z. B. Post), darunter solche aus Japan von der Firma Hemmi. Obwohl sich das Angebot der Rechenschieber stark diversifiziert hat, lassen sich einige aufeinander aufbauende Skalenfamilien identifizieren.

#### Trig und Decitrig
Trig und Decitrig bezeichnet das Vorhandensein der trigonometrischen Funktionen S T und ST, üblicherweise auf der Zunge. Trig bedeutet, dass die Teilung nach Grad, Minuten und Sekunden erfolge, Decitrig kennzeichnete die Dezimalteilung von Grad. Bis in die 1930er Jahre war die Sinusskala üblicherweise auf die Skala A statt auf D bezogen. Ab den 1950er Jahren war oft auch die Skala DI vorhanden.

#### Speed
Speed kennzeichnet das Vorhandensein der sogenannten gefalteten (engl. folded) Skalen DF CF und CIF. Diese verschobenen Skalen erlauben ein schnelleres Rechnen, da Zungenbewegungen eingespart werden können. Meist waren die Skalen um π verschoben. Durch den Skalenübergang von den Standardskalen auf die gefalteten Skalen wird mit π multipliziert; dadurch konnten Rechenschritte eingespart werden.

#### Log-Log
Diese Rechenschieber hatten die doppeltlogarithmischen Skalen auf dem Körper. Ab den 1920er Jahren wurde auf dem K&E 4092-3 auch eine spezielle inverse Skala LL0 aufgenommen. Letztere ist auf die Skala A bezogen und liefert von A im Bereich 1–13 das Ergebnis {\displaystyle e^{-0{,}1x}} und im Bereich 13–100 das Ergebnis {\displaystyle e^{-0{,}01x}}. Ebenso waren auf diesem Modell auch alle Skalen vom Typ (Deci)trig und Speed vorhanden. Ab den späten 1940er Jahren wurden die inversen doppeltlogarithmischen Skalen LL01, LL02 und LL03 aufgenommen (z. B. Pickett Model 2, K&E 4081-3). Der Hersteller Pickett setzte zu dieser Zeit mit seinen eng bedruckten Duplexrechenschiebern aus Aluminium neue Maßstäbe für die Zahl der Skalen; bei manchen Pickett-Modellen waren die LL-Skalen nicht auf D bezogen, sondern auf gefaltete Skalen, so auch bei Model 2. Bei Vorhandensein der inversen Exponentialskalen konnten auch die hyperbolischen Funktionen relativ einfach bestimmt werden, so dass kein Rechenschieber vom nachfolgend beschriebenen Typ Vektor angeschafft werden musste. Die Skala LL0 für {\displaystyle e^{0{,}001x}} kann in ausreichender Genauigkeit durch die D-Skala ersetzt werden, weswegen sie sowie die Skala LL00 oft eingespart wurden.

#### Vektor
Vektor-Rechenschieber besaßen zusätzliche Skalen zur Berechnung hyperbolischer Funktionen. Der erste brauchbare Rechenschieber dieses Typs wurde von Mendell Penco Weinbach entwickelt, der dafür am 7. März 1928 ein Design Copyright angemeldet hat. Dieser Rechenschieber hatte unter anderem die Skalen Th, Sh1 und Sh2. Bemerkenswert an seiner Skalenanordnung war, dass die trigonometrischen Funktionen wie später beim System Darmstadt zunächst auf dem Körper angebracht waren (K&E4093). Ab 1938 wurden die trigonometrischen Funktionen auf die Zunge verlegt und die hyperbolischen auf den Körper (K&E4083). Meist waren auch die Skalen aller voranstehenden Typen vorhanden mit Ausnahme der inversen Exponentialskalen.
Um 1929 wurden von Sadatoshi Betsumiya und Jisuke Miyazaki die nichtlogarithmischen pythagoreischen Skalen P (nicht identisch zu Darmstadt!) und Q zur Berechnung der trigonometrischen Funktionen erfunden. Mit Erfindung der Gudermann-Skala Gd um 1931 war unter Einbeziehung der Skalen P und Q mit nur einer zusätzlichen Skala die Berechnung der hyperbolischen Funktionen möglich. Dieses Skalensystem erreichte mit dem Hemmi 153 in Japan, ab ca. 1938 auch in den USA und in China eine relativ weite Verbreitung.

#### Präzision (Wurzeln und Kubikwurzeln)

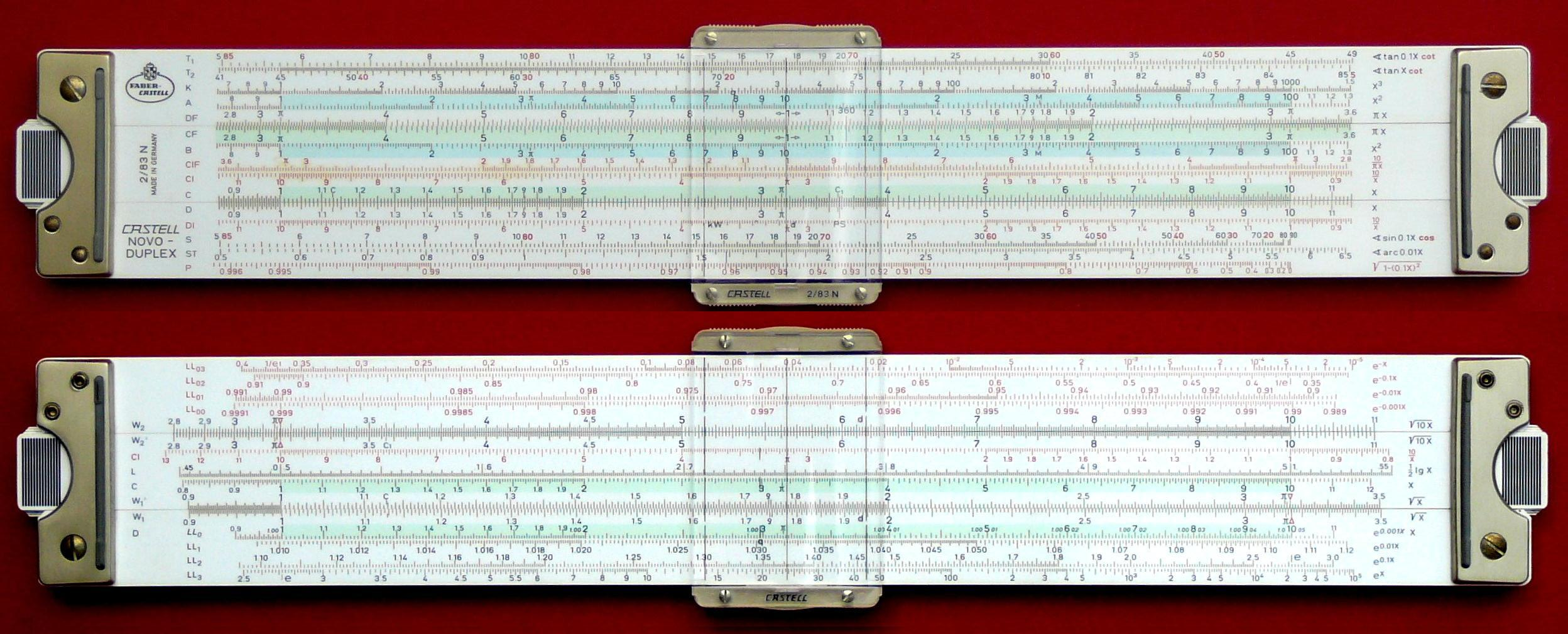
Rechenschieber aus einer der letzten Baureihen: Faber-Castell Novo Duplex 2/83N

Einige Rechenschiebertypen, meist vom Typ Log-Log, wurden ab den 1950er Jahren mit den Wurzelskalen R1 und R2 (deutsch: W1, W2) auf dem Körper ausgestattet (z. B. Post Versalog), die eine genauere Bestimmung der Quadrate und Wurzeln erlaubten. Ebenso finden sich ab dieser Zeit Duplexrechenschieber mit den Kubikwurzeln 3R1, 3R2 und 3R3 auf dem Körper (z. B. Pickett N3). Mit dem Faber-Castell 2/83 gab es auch einen Rechenschieber, der Wurzelskalen nicht nur auf dem Körper (W1 und W2), sondern auch auf der Zunge (W1' und W2') besaß, sodass in erhöhter Genauigkeit multipliziert und dividiert werden konnte. Bei diesen Rechenschiebern sind die Skalen A und B oft entfallen (z. B. Post Versalog Version I und Faber-Castell 2/83). Dadurch verschlechterte sich die Durchführung von Multiplikationen und Divisionen mit Wurzelausdrücken, weil mehr Einstellungen und Wertübertragungen benötigt wurden. Wegen der Wertübertragungen konnte auch die Genauigkeit der Wurzelskalen in vielen Fällen nicht genutzt werden. Beim weiter entwickelten Faber-Castell 2/83N wurden die A und B Skala wieder aufgenommen; die Übersichtlichkeit litt allerdings darunter, dass sie nicht direkt an der Schnittkante zwischen Zunge und Körper angeordnet werden konnten.

#### Deutscher und Britischer Duplex-Sonderweg

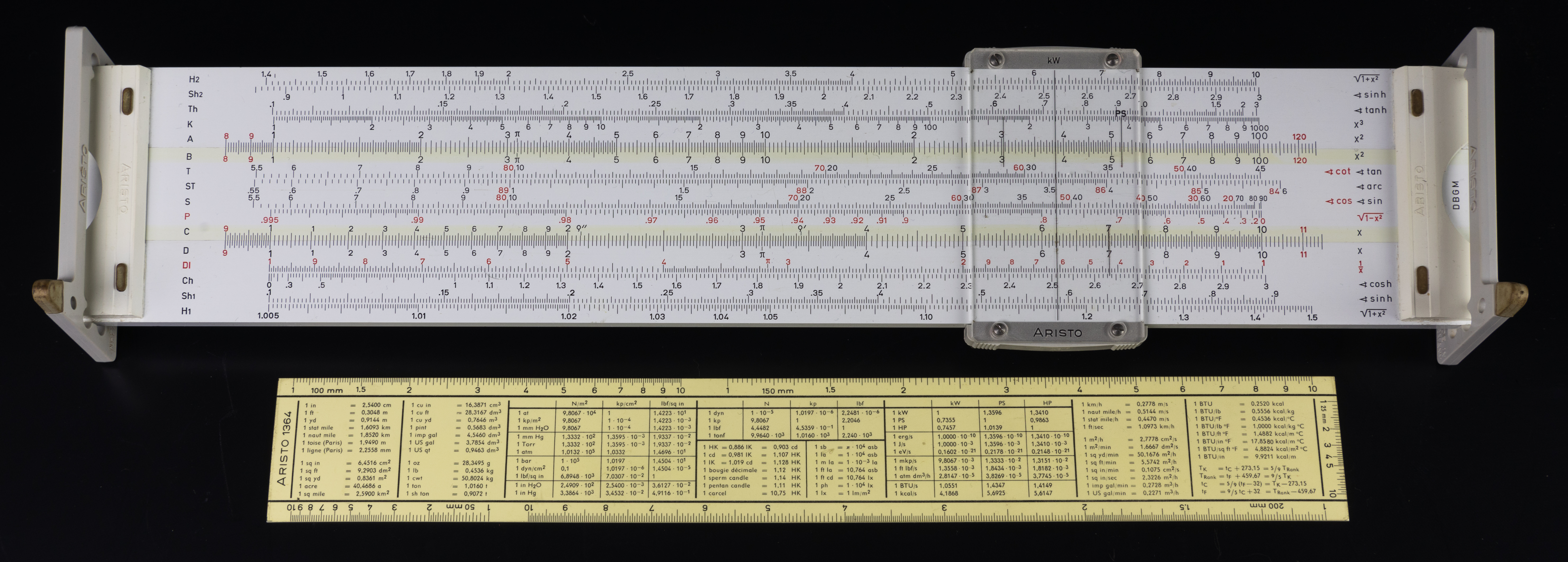
Aristo HyperLog mit trigonometrischen und hyperbolischen Skalen sowie DI, H1 und H2

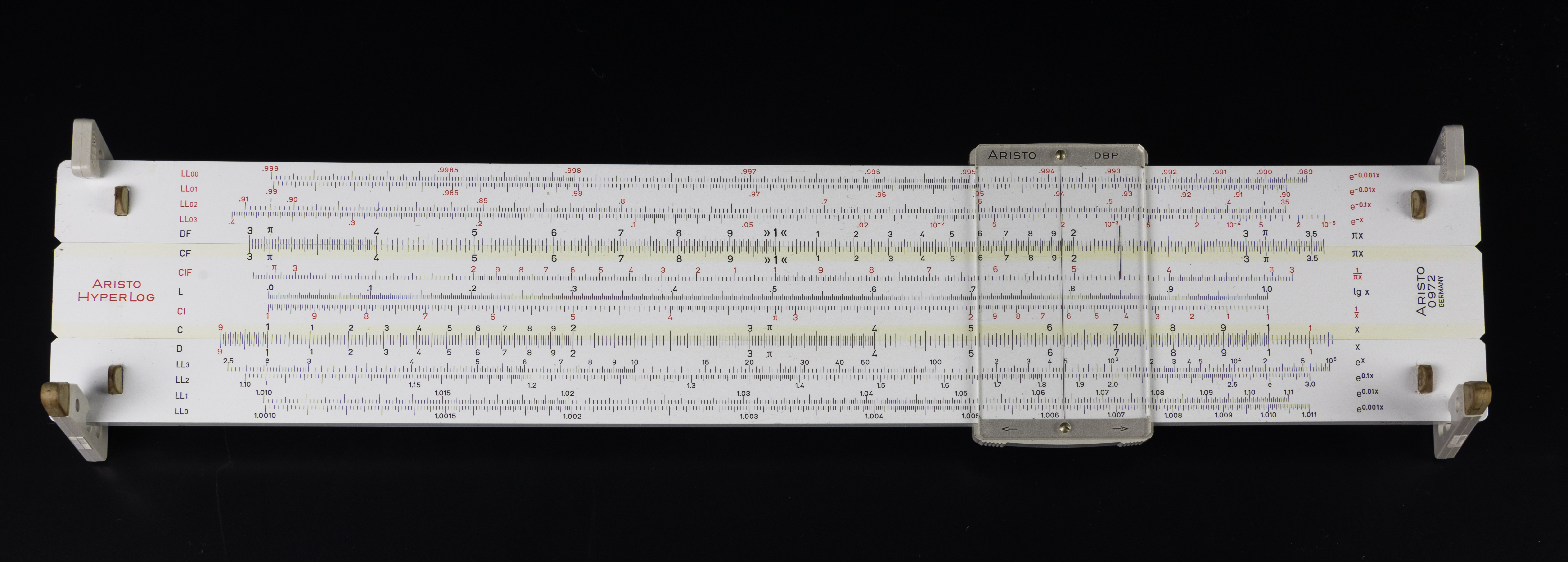
Rückseite mit acht Log-Log-Skalen

Wie im übrigen Europa waren auch in Deutschland Duplexrechenschieber vor dem Ende des Zweiten Weltkrieges praktisch unbekannt. Vorreiter in Deutschland und damit auch Europa war die Firma Aristo, die mit dem Aristo Studio in den frühen 1950er Jahren den in Deutschland wohl erfolgreichsten Duplexrechenschieber für den akademisch-technischen Gebrauch auf den Markt brachten. Er hatte die trigonometrischen Funktionen einschließlich pythagoräischer Skala P wie beim Darmstadt auf dem Körper angeordnet. Diese Anordnung setzte sich in Deutschland bei den Duplexrechenschiebern durch. Die Exponentialskalen wurden wie beim Typ Log-Log international üblich angeordnet. Die hyperbolischen Rechenschieber des Herstellers Aristo (HyperboLog und HyperLog) folgten dem internationalen Standard der Vektor-Rechenschieber.
In Großbritannien stellte für den akademischen Gebrauch nur Thornton einen Duplexrechenschieber in guter Qualität und größerer Stückzahl her: den P221 als Nachfolger des PIC121 sowie danach den AA010 Comprehensive mit identischer Skalenanordnung. Diese Skalenanordnung war kompatibel zum Aristo Studio einschließlich der normalen trigonometrischen Funktionen auf dem Körper. Zusätzlich besaß sie die Skala DI, die vom PIC121 bekannten differentiellen trigonometrischen Funktionen auf der Zunge sowie, wahrscheinlich als erste in Europa, die Skala H1, dort als Pt bezeichnet, die sich ab 1970 auch auf dem Aristo HyperLog fand.

### Spezialrechenschieber
Alle Rechenschiebertypen wurden für spezielle Anwendungen optimiert, auch dann, wenn sie nur allgemeine Skalen besitzen; ein Beispiel hierfür ist die Kubikskala K, die es so auf einem Taschenrechner in der Regel nicht gibt und auch auf dem Rechenschieber verzichtbar wäre. Unter Spezialrechenschiebern werden in weiterem Sinne solche Rechenschieber verstanden, die zwar allgemeine Berechnungen erlauben, deren zusätzliche Skalen aber sehr spezielle mathematische Ausdrücke abbilden (z. B. System Stadia). In den meisten Fällen fallen durch die zusätzlichen Skalen allgemeine Skalen weg (Ausnahme: Typ Elektro (Simplex)). Spezialrechenschieber im engeren Sinne sind solche Rechenschieber, die keine allgemeinen Berechnungen mehr zulassen, sondern nur für die Spezialaufgabe genutzt werden können. In vielen Fällen sind die Skalen so gestaltet, dass ein Zahlenwert nicht für mehrere Werte stehen kann, sondern für genau einen Wert in genau einer Einheit. Ein weiteres Kennzeichen sind Spezialskalen, die technische Tabellenbücher ersetzten.
Vom Verlag Chemie wurde in Kooperation mit Faber–Castell ein Rechenschieber für Chemiker herausgebracht.

#### System Stadia (Vermessungstechnik)
Bei vermessungstechnischen Berechnungen spielen die trigonometrischen Funktionen eine wichtige Rolle. Entsprechende Rechenschieber haben nicht nur Skalen für die Elementarfunktionen sinα, cosα, tanα, sondern auch für komplexere Funktionen wie cos²(α), sin(α) cos(α), 1/tan(α/2). In der Regel sind dafür Skalen entfallen, z. B. die Skalen A und B beim Nestler Geometer 0280. Da im Vermessungswesen Winkel oftmals nicht in Grad, sondern in Gon mit dezimaler Unterteilung gezählt werden (90° = 100 gon), gibt es solche Rechenschieber (z. B. „Aristo-Geodät“) auch in Gon-Ausführung, so dass hier das Argument aller trigonometrischen Funktionen in Gon einzustellen ist.

#### Elektro
Rechenstäbe vom Typ Log-Log Simplex wurden meist als Elektro bezeichnet; einige, aber nicht alle, verfügten über spezielle Skalen. Meist waren dies die Skalen zur Berechnung von Wirkungsgraden und vom Spannungsfall von Gleichstrom in Kupferleitungen, die platzsparend unter der Zunge angeordnet und auf die Skalen A/B bezogen waren; Standardskalen des Systems Log-Log Simplex sind so nicht entfallen. Oft besaßen Elektrorechenschieber auch Marken für die Leitfähigkeit und das spezifische Gewicht von Kupfer und Aluminium. Eine Spezialform des Elektro ist der Diwa 311 Elektro; dieser besitzt die zusätzlichen Skalen für Wirkungsgrad und Spannungsfall, ist aber nicht vom Typ Log-Log Simplex, sondern vom Typ Darmstadt (Simplex).

#### Rechenschieber nur für Spezialaufgaben
Daneben gibt es Rechenschieber für weitere Spezialanwendungen, z. B. zur Auswahl von Lagern, Keilriemen im Maschinenbau, Rohrleitungen, Klimaanlagen und Statik. Der Rechenschieber Chemie kann vielfach den Gebrauch von umfangreichen Rechentafeln, z. B. der Küster-Thiel-Rechentafeln für die Chemische Analytik, entbehrlich machen. Bekannt ist auch der E6-B aus der Luftfahrt.

Beispiele für Spezialrechenschieber
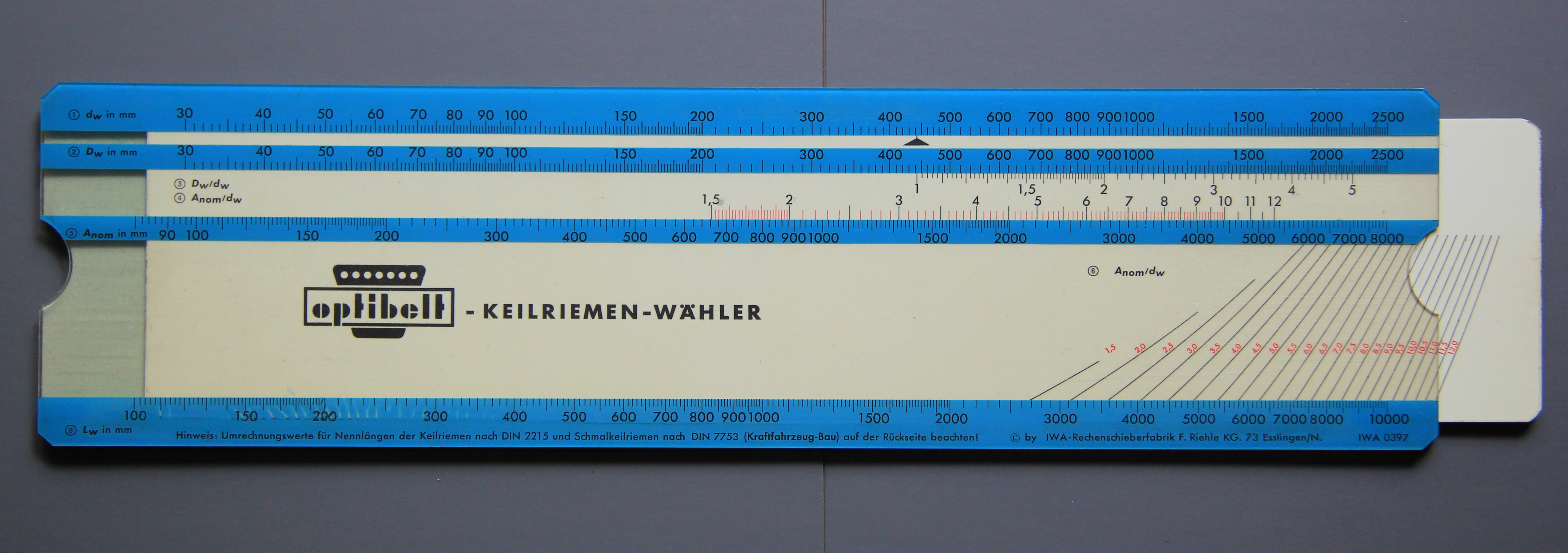
Auswahl von Keilriemen
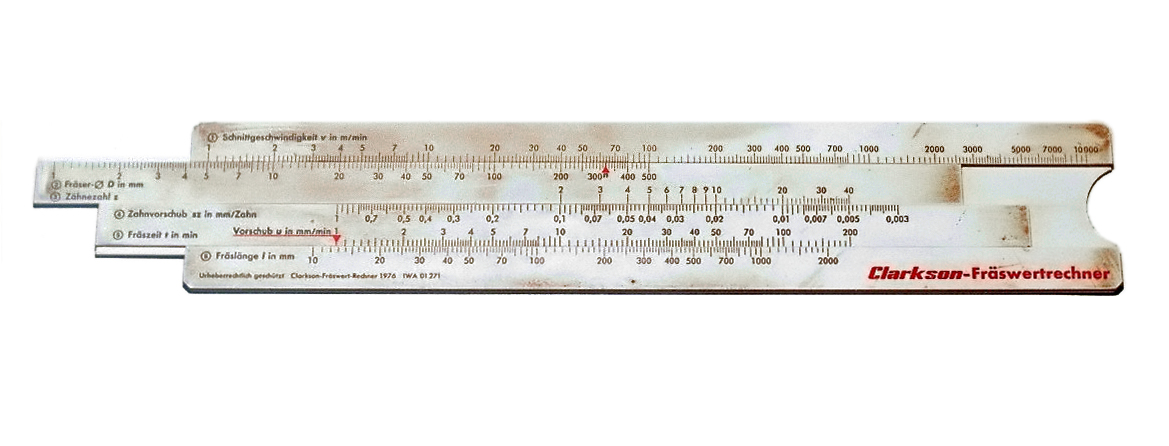
Werkzeugmaschinen-Arbeitsparameter
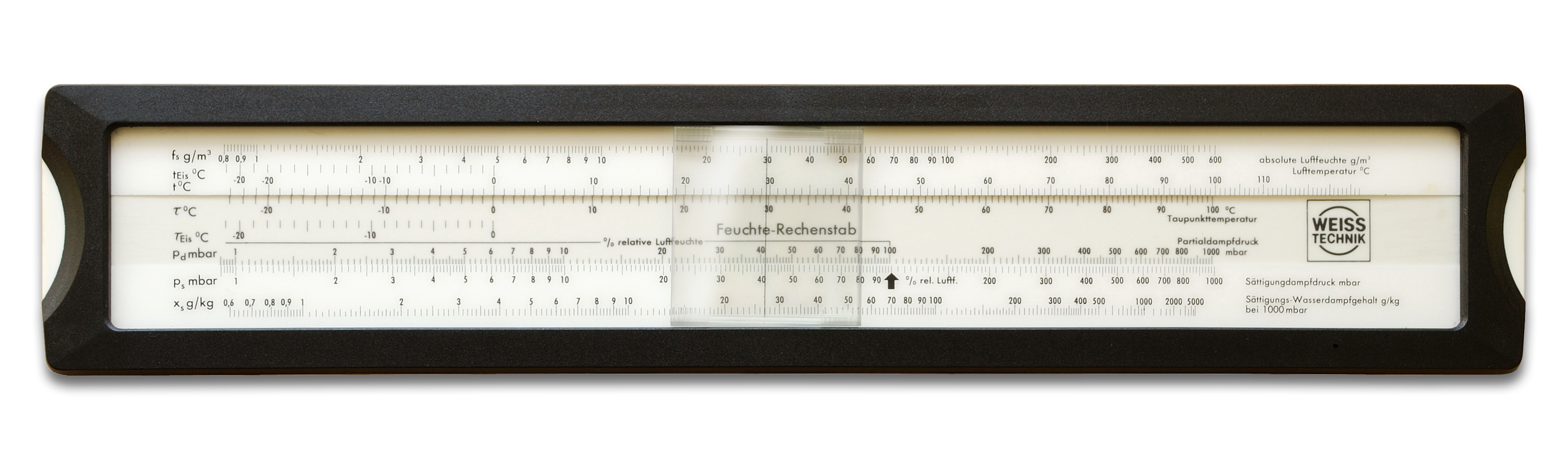
Feuchte-Kennzahlen
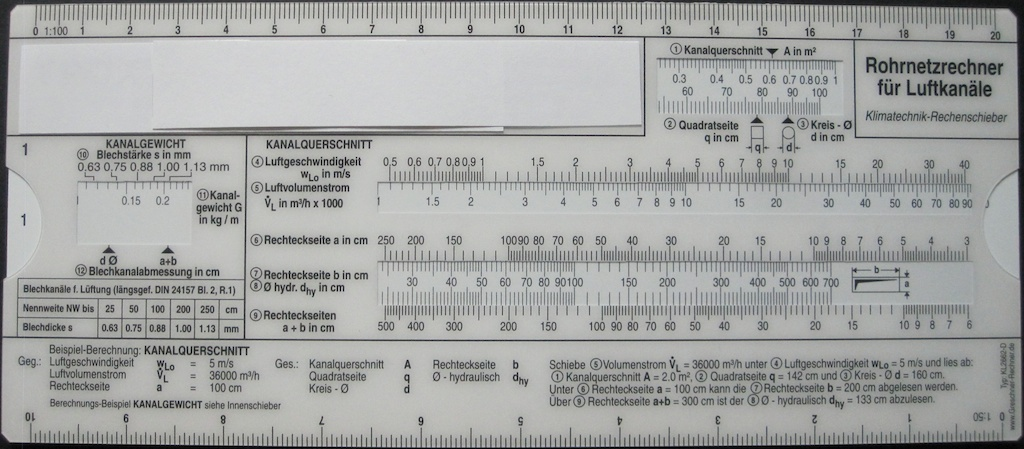
Rohrnetzrechner für Luftkanäle, Vorderseite
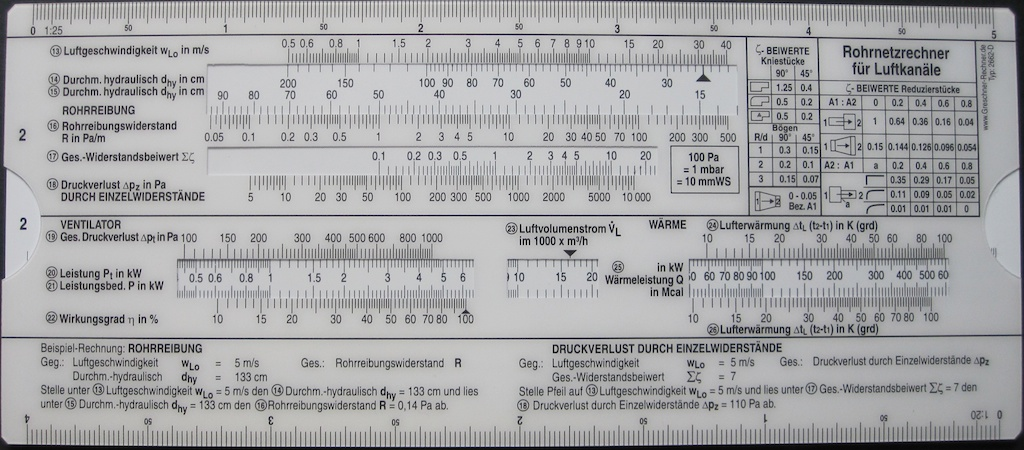
Rohrnetzrechner für Luftkanäle, Rückseite
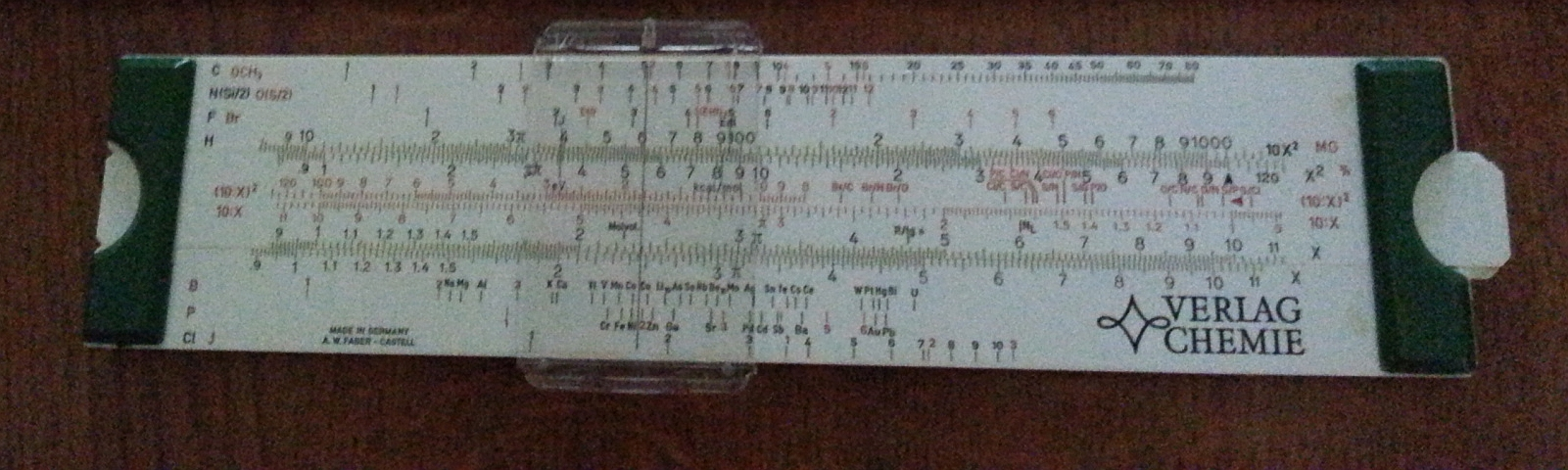
Rechenschieber Chemie

## Funktionsweise

### Einführung
Von wenigen Ausnahmen abgesehen basiert die Funktionsweise auf der Natur des Logarithmus. Durch die logarithmische Anordnung der Zahlen können die Eigenschaften des Logarithmus genutzt werden. Die wesentlichste Eigenschaft ist, dass der Logarithmus des Produkts zweier Zahlen die Summe der Logarithmen beider einzelnen Zahlen ist:

{\displaystyle \lg(a\cdot b)=\lg(a)+\lg(b)}
Die Multiplikation zweier Zahlen wird so zur Summe umgeformt. Auf diese Weise können durch Addition von Längen Multiplikationen durchgeführt werden. Analog können über die Beziehung
{\displaystyle \lg \left({\frac {a}{b}}\right)=\lg(a)-\lg(b)}
auch Divisionen mittels Subtraktion von Strecken gelöst werden.
Multiplikation und Division werden durch die Einstellung der Zunge sowie mittels Läuferverstellungen und Wertablesungen durchgeführt, indem so Längen addiert und subtrahiert werden. Der Läufer erlaubt dabei, unterschiedliche Skalen aufeinander zu beziehen. Dabei können nicht nur einfache Zahlen multipliziert und dividiert werden, sondern beliebige Funktionsausdrücke, die in einer Skala hinterlegt sind; alle logarithmischen und doppeltlogarithmischen Skalen können grundsätzlich miteinander kombiniert werden. Die höchste Effizienz und die höchste Genauigkeit bei der Verwendung des Rechenschiebers ist dann gegeben, wenn die Zahl der Zungen- und Läuferbewegungen und die Zahl der Wertablesungen sowie Übertragungen minimal sind; die geschickte Kombination ist daher wesentlich.

### Logarithmische Skalen in einer und mehr Dekaden
Die Skalen der Rechenschieber besitzen eine bestimmte Gesamtlänge {\displaystyle L}. Diese Gesamtlänge, auch Teilungslänge genannt, beträgt üblicherweise 125 mm für Hemdtaschenmodelle, 250 mm für Standardmodelle und 500 mm für Büromodelle. Die Skalen können aufgrund ihrer begrenzten Länge nicht den gesamten Zahlenbereich unterbringen. Üblicherweise stellt man daher nur eine oder zwei Dekaden dar. Die Zahlen laufen für eine Dekade ({\displaystyle d=1}) somit von 1 bis 10 beziehungsweise für zwei Dekaden ({\displaystyle d=2}) von 1 bis 100. Bei Verwendung des Zehnerlogarithmus wird die einer Zahl {\displaystyle x} zugeordnete Länge {\displaystyle l(x)} wie folgt berechnet:

{\displaystyle l(x)={\frac {L}{d}}\cdot \lg(x)}
Historisch wurden zunächst zwei Dekaden verwendet (Skalen A und B), weil dies die Verwendung des Rechenschiebers erleichterte. Später wurde aus Gründen der Genauigkeit nur noch eine Dekade verwendet (Skalen C und D).
Die Zahl 8 besitzt bei einer Teilungslänge von 250 mm auf den Skalen A und B die Länge 112,886 mm. Das Produkt {\displaystyle 8\cdot 8} besitzt entsprechend die Länge {\displaystyle 112{,}886\,{\text{mm}}+112{,}886\,{\text{mm}}=225{,}772\,{\text{mm}}}. Diese Länge entspricht bei zwei Dekaden (· 2) der Zahl {\displaystyle 10^{\frac {225{,}772\cdot 2}{250}}=64}. Das Ergebnis ergibt sich also direkt durch Addition der beiden Strecken. Auf den Skalen C und D besitzt die Zahl 8 die Länge 225,772 mm. Eine Addition der Länge der beiden Zahlen ist nicht mehr möglich, weil die Gesamtlänge länger als die Teilungslänge ist. Daher muss der sogenannte Rückschlag angewandt werden. Beim Rückschlag zieht man von der Gesamtlänge die Teilungslänge ab. Dies entspricht der Division durch 10. Das Produkt {\displaystyle 8\cdot 8} wird damit aus den Längen {\displaystyle 225{,}772\,{\text{mm}}+225{,}772\,{\text{mm}}-250\,{\text{mm}}=201{,}544\,{\text{mm}}} berechnet; dies entspricht der Zahl 6,4.
Viele Rechenschieberanleitungen zerlegen daher die Berechnung des Ergebnisses in die Bestimmung der Ziffernfolge und die Bestimmung des Ortes des Dezimalpunktes.
Die Grundskalen in einer und zwei Dekaden erlauben die Berechnung von Multiplikation, Division, Kehrwert sowie direkte Proportionen wie den Dreisatz und die Prozentrechnung.
Der Übergang von einer Skala in zwei Dekaden auf eine Skala in einer Dekade entspricht der Wurzel der betreffenden Zahl, umgekehrt dem Quadrat. Entsprechend kann bei Existenz der Skala B auch direkt mit Wurzeln multipliziert beziehungsweise dividiert werden. Wird zum Beispiel an die Länge der Zahl 2 auf der Skala D die Länge der Zahl 2 auf der Skala B addiert, so ergibt sich auf der Skala D die Länge der Zahl 2,83. Das heißt, mit einer Streckenaddition beziehungsweise einer Multiplikation kann das Ergebnis von {\displaystyle 2{\sqrt {2}}} berechnet werden. Zwischenablesungen oder Wertübertragungen sind bei Kombination unterschiedlicher Skalen nicht erforderlich.
Die Funktionsweise des graphischen Addierens und Subtrahierens ist zunächst unabhängig davon, ob das Ergebnis dann auf der Skala D oder Skala C beziehungsweise einer Skala auf dem Körper oder einer Skala auf der Zunge erscheint. Eine Funktion des Läufers ist jedoch das Zwischenspeichern der Ergebnisse zwischen zwei Zungenbewegungen, weshalb es meist am zweckmäßigsten ist, wenn das Ergebnis auf einer Skala auf dem Körper erscheint, meist auf der Skala D und/oder DF.
In einigen Fällen ist es jedoch auch sehr elegant, wenn Zwischenergebnisse auf einer Skala auf der Zunge erscheinen. Wenig bekannt ist die Lösung des rechtwinkligen Dreiecks mittels quadratischer Skalen, wenn die Katheten, z. B. 3 cm und 4 cm, bekannt sind:
Die Zunge verschiebt man so, dass die 1 auf der Skala C an der 3 der Skala D steht. Danach schiebt man den Läufer auf die 4 der Skala D. Die Skala C misst jetzt die Länge von {\displaystyle 4:3=1{,}33}. Dies entspricht dem Tangens {\displaystyle \tan(\varphi )} des größeren Winkels. Die Skala B misst an der Stelle des Läufers entsprechend {\displaystyle \tan ^{2}(\varphi )=1{,}78}. Die Addition von 1 liefert {\displaystyle \tan ^{2}(\varphi )+1=2{,}78=1/\cos ^{2}(\varphi )}. Stellt man die Länge dieser Zahl auf B ein, indem man den Läufer auf 2,78 schiebt, so liest man auf C {\displaystyle 1{,}66=1/\cos(\varphi )} und auf D die Hypotenuse von 5 cm ab, die sich aus der Länge von 3 addiert mit der Länge von {\displaystyle 1/\cos(\varphi )} ergibt. Das Endergebnis ist damit wieder vorteilhaft auf der Skala D.
Dieses Beispiel zeigt, dass eine Division in diesem Fall vorteilhaft durch die Multiplikation mit dem Kehrwert ersetzt werden kann. Durch geschickte Anwendung und Kopplung der Skalen in einer und zwei Dekaden kann eine vergleichsweise komplexe Aufgabe mit nur einer Zungen- und zwei Läufereinstellungen gelöst werden. Nebenbei sind ohne weitere Einstellungen auch noch die Werte des Tangens, des Cotangens (auf der Skala CI) sowie des Cosinus (auf der Skala CI) ablesbar. Bei Vorhandensein der trigonometrischen Skala T2 auf der Zunge wäre entsprechend der mathematischen Zusammenhänge auch noch der Winkel ohne weitere Einstellung ablesbar.
Dieses Beispiel emuliert mit Hilfe der Skala B und der Kopfrechnung {\displaystyle \tan ^{2}(\varphi )+1} eine Skala H auf der Zunge, die es auf keinem deutschen Rechenschieber industrieller Fertigung gegeben hat. Bekannt ist diese Skala auf dem Flying Fish 1002 und dem Flying Fish 1003 aus China; die Skala H auf der Zunge erspart die Addition von 1 im Kopf.
Es findet sich auch oft die kubische Skala K in drei Dekaden, um {\displaystyle x^{3}} beziehungsweise {\displaystyle {\sqrt[{3}]{x}}} zu berechnen.

### Gefaltete Skalen
Gefaltete Skalen sind nur in einer Dekade üblich, um den sogenannten Rückschlag zu vermeiden. Gefaltete Skalen werden analog zu den nicht gefalteten Skalen berechnet:
{\displaystyle l(x)=L\cdot \lg(x-f)}
Der Parameter f ist der Wert, um den die Achse verschoben wird. Üblicherweise wird um {\displaystyle \pi } verschoben, weniger häufig auch um {\displaystyle {\sqrt {10}}} und auf kaufmännischen Rechenschiebern um {\displaystyle 3{,}6} für die kaufmännischen 360 Tage des Jahres.
Die gefalteten Grundskalen in einer Dekade werden üblicherweise zur Berechnung von Multiplikation, Division sowie direkter Proportionen wie den Dreisatz und die Prozentrechnung verwendet. Die Berechnungsergebnisse sind vom Parameter f unabhängig, sofern zwei um den gleichen Parameter f gefaltete Skalen, also DF und CF oder DF und CIF, verwendet werden. Der Index von CF zeigt dabei auf DF stets denselben Wert an, wie der Index von C auf D, sodass grundsätzlich sowohl auf den gefalteten Skalen als auch den nicht gefalteten Skalen weitergerechnet werden kann.
Gefaltete Skalen können auch stets mit nicht gefalteten Skalen gemischt werden, jedoch muss in diesem Fall auf der Ausgangsskala abgelesen werden. Beispiel {\displaystyle {\frac {1{,}5}{6}}}:
1. Läufer auf D 1,5
2. CF 6 auf Läufer
3. Läufer auf CF 1, Ergebnis auf D

Da der Index von CF mit dem Ergebnis übereinstimmt, kann unmittelbar mit den Skalen CF und CIF weitergerechnet werden, wobei das Ergebnis wieder auf D abgelesen werden muss.
Eine Verwechslung der Skalen kann jedoch zu Fehlern führen: Beim Übergang von einer nicht gefalteten Skala auf eine gefaltete Skala wird mit dem Parameter f multipliziert, umgekehrt durch den Parameter f dividiert. Die Faltung um {\displaystyle \pi } kann daher auch verwendet werden, um die Multiplikation mit {\displaystyle \pi } beziehungsweise die Division durch {\displaystyle \pi } sehr effizient durch reinen Skalenübergang und ohne Bewegung der Zunge zu berechnen.

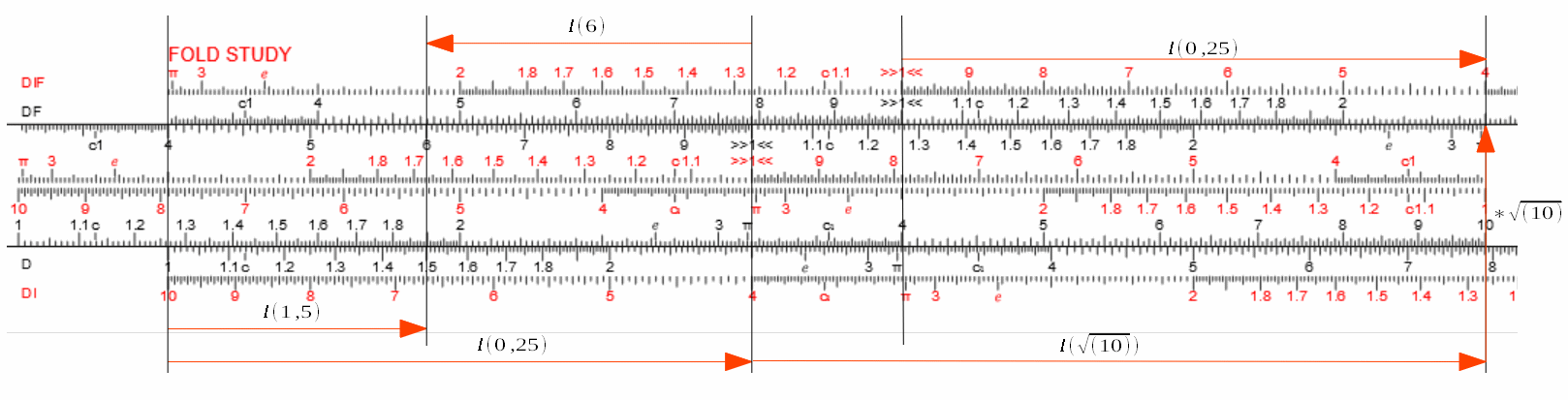
Um gefaltete Skalen: Ergebnis auf Skalen D und DF auch bei Mischung der gefalteten und nicht gefalteten Skalen

Ein Spezialfall stellen die um {\displaystyle {\sqrt {10}}} verschobenen Skalen dar. Mit ihrer Hilfe können die Skalenfamilien beliebig gemischt werden. Im obigen Beispiel {\displaystyle 1{,}5/6} kann das Ergebnis auch auf der Skala DF abgelesen werden, wenn der Index von C verwendet wird. Entsprechend kann auch direkt mit den Skalen C und CI weitergerechnet werden, wenn das Ergebnis dann auf DF abgelesen wird. Der Grund hierfür liegt darin, dass beim Übergang auf Index von C mit dem Faktor {\displaystyle {\sqrt {10}}} multipliziert wird. Mit dem Übergang auf die gefaltete Skala wird nochmals mit dem Faktor {\displaystyle {\sqrt {10}}} multipliziert, so dass insgesamt mit genau {\displaystyle 10} multipliziert wird.
Diese Überlegung gilt sinngemäß auch für den Übergang von der Skala DF auf die Skala D, wobei dann durch {\displaystyle 10} dividiert wird.

### Inverse Skalen
Inverse Skalen werden nach der Formel
{\displaystyle l(x)=L\left(1-{\frac {\lg(x)}{d}}\right)}
beschriftet. Sie laufen damit rückwärts. Bis 1925 hatten viele Rechenschieber diese Skalen nicht; man behalf sich damit, die Zunge auf den Kopf zu stellen. Die inversen Skalen werden üblicherweise für die Berechnung von Multiplikation, Division, Kehrwerten und inverse Proportionen verwendet. Durch geschickte Mischung der Grundskala C und der inversen Grundskala CI können Reihenberechnungen sehr effizient durchgeführt werden.
Neben der inversen Skala CI sind auch die inverse gefaltete Skala CIF und die inverse doppelt dekadische Skala BI üblich.

### Funktionsskalen

#### Einführung
Funktionsskalen, wie zum Beispiel die trigonometrischen Skalen, werden nach der Formel {\displaystyle l(x)=L\cdot \lg \left(f(x)\right)} bestimmt. Die abgebildeten Funktionen sind nicht linear. Aus diesem Grund gilt die Beschriftung der Funktionsskalen nur für die bestimmten Werte. Die zur Funktionsskala zugeordneten Grundskalen, meist C und D, selten A und B, müssen ebenfalls in einem für diese Funktionsskala in einem bestimmten Wertebereich interpretiert werden. Auf einigen Rechenschiebern ist daher neben den Funktionsskalen der Faktor oder der Wertebereich aufgedruckt, mit dem die Grundskalen zu interpretieren sind.
Einige Funktionsskalen sind daher in mehrere Teilungslängen unterteilt; für den Tangens sind beispielsweise zwei Teilungslängen mit den Skalenbezeichnungen T1 und T2 üblich, die die Winkel φ von 5,71° bis 45° und 45° bis 84,29° umfassen. Diese entsprechen den Funktionswerten tan(φ) von 0,1 bis 1 und von 1 bis 10.
Die Beschriftung der Funktionsskalen erfolgt nach keinem einheitlichen Schema. Meist werden bestimmte Abkürzungen verwendet. In einigen Fällen ist auch die abgebildete Funktion angegeben. Manchmal wird die Funktion angegeben, deren x an der Funktionsskala aufgesucht werden muss und deren Funktionswert auf den Grundskalen gefunden werden kann; manchmal ist es genau umgekehrt. Daher ist zum Beispiel für die doppelt logarithmischen Skalen sowohl die Beschriftung {\displaystyle \ln(x)} als auch die Beschriftung {\displaystyle e^{x}} zu finden. Oft wird der Faktor, mit dem die Grundskalen zu interpretieren sind, direkt im Funktionswert angegeben; beispielsweise wird für LL2 die Funktion {\displaystyle e^{0{,}1x}} geschrieben, da die Grundskala hier im Bereich von 0,1 bis 1 zu interpretieren ist.
Funktionsskalen können grundsätzlich auf zweierlei Weise verwendet werden: zunächst als Tabelle, indem der Funktionswert auf der Grundskala C oder D abgelesen wird; daneben können die Funktionsskalen auch als Faktor verwendet werden. Bei Anordnung auf dem Körper ist dies allerdings nur für den ersten Faktor einer Kettenrechnung möglich. Bei Anordnung auf der Zunge können die Funktionsskalen als beliebige Faktoren und Divisoren verwendet werden, wodurch Kettenrechnungen, die mehrere Funktionen benötigen, performanter und genauer durchgeführt werden können, da die Werte nicht übertragen werden müssen.

#### Sinus und Tangens
Die Skala S(in) wird, wenn sie auf die Skalen in einer Dekade bezogen ist, nach der Funktion {\displaystyle l(x)=L\cdot \lg \left(\sin(x)\right)} berechnet, wobei {\displaystyle x} in einer Dekade der Grundskalen C und D – dies entspricht der Teilungslänge – aus dem Wertebereich von 5,74° bis 90° stammen muss. Stellt man in Grundstellung der Zunge einen bestimmten Wert auf der Skala C oder D ein, so liefert die Skala S streng genommen den Wert {\displaystyle \arcsin(x)}, wobei {\displaystyle x} auf C beziehungsweise D im Wertebereich von 0,1 bis 1 zu interpretieren ist. Für kleinere Winkel gibt es die Skala ST, die für x auf C beziehungsweise D zwischen 0,01 und 0,1 von 0,573° bis 5,73° läuft und einer um {\displaystyle \pi /180} verschobenen Grundskala entspricht, da für kleine Winkel gilt {\displaystyle \sin(\varphi )\approx \tan(\varphi )\approx \pi \cdot \phi /180}. Der Sinus wird also im Bereich von 0,573° bis 90° mit zwei Funktionsskalen abgebildet, deren Wertebereiche sich unterscheiden und die auf den Grundskalen im richtigen Bereich interpretiert werden müssen.
Der Tangens wird in bis zu vier Skalen aufgeteilt: der schon bekannten Skala ST, der Skala T oder T1 von 5,71° bis 45°, wobei ihr Wert bezogen auf C und D von 0,1 bis 1 zu interpretieren ist, der Skala T2 von 45° bis 84,29°, wobei ihr Wert bezogen auf C und D von 1 bis 10 zu interpretieren ist, und selten auch noch die Skala T3 von 84,29° bis 89,427°, wobei ihr Wert bezogen auf C und D von 10 bis 100 zu interpretieren ist.
Der Cosinus ist üblicherweise mit auf der Sinusskala beschriftet. Ansonsten kann er leicht über die Beziehung {\displaystyle \cos(\varphi )=\sin(90^{\circ }-\varphi )} eingestellt werden. Wertebereiche, die nicht auf den Skalen dargestellt werden, müssen durch Anwendung der Regeln der Trigonometrie entweder vermieden oder geeignet umgerechnet werden.
Mit den Sinus- und Tangensskalen kann genauso gearbeitet werden wie mit den Grundskalen, mit der Einschränkung, dass sie meist nur auf dem Körper oder auf der Zunge vorliegen. Liegen die Skalen auf der Zunge vor (ggf. die Zunge umdrehen!), kann folgendes Beispiel nachvollzogen werden: Die Hypotenuse (5 cm) ist bekannt und ebenso die längere der Katheten (4 cm). Wie lang ist die zweite Kathete? sin(90°) entspricht der 1; stellt man diese an die 5 auf D, so liest man mit Hilfe des Läufers gegenüber von 4 auf D 36,9° für den Cosinus (bzw. 53,1° für den Sinus). Es wird gerechnet: {\displaystyle \varphi =\arccos(4/5)}, also eine Division, deren Ergebnis auf der Zunge entsteht und als Cosinus interpretiert und als Winkel abgelesen wird. Anschließend schiebt man den Läufer weiter, bis sin(36,9°) eingestellt ist. Auf D ergibt sich das Ergebnis 3 cm. Es wird gerechnet als {\displaystyle \sin(36{,}9)\cdot 5=3}. Auch diese Aufgabe lässt sich mit einer Zungen- und zwei Läufereinstellungen lösen, wobei das Ergebnis wieder vorteilhaft auf der Skala D erscheint und mit dem Läufer für die nächste Zungeneinstellung zwischen gespeichert werden kann.

#### Die doppelt logarithmischen Skalen
Die doppelt logarithmischen Skalen erlauben die Berechnung von beliebigen Potenzen und Logarithmen.
Nach der Beziehung {\displaystyle \log(a^{b})=b\cdot \log(a)} kann eine Potenz mittels eines Logarithmus in eine Multiplikation überführt werden. Diese Multiplikation kann mit einem Rechenschieber so noch nicht gelöst werden. Eine weitere Logarithmierung macht dies jedoch möglich:

{\displaystyle \lg \left(\log(a^{b})\right)=\lg(b\cdot \log(a))=\lg(b)+\lg(\log(a))}
Üblicherweise wird für den inneren Logarithmus der natürliche Logarithmus verwendet, sodass die sogenannten doppelt logarithmischen Skalen nach der Formel {\displaystyle l(x)=L\cdot \lg \left(\ln(x)\right)} berechnet werden. Die doppelt logarithmischen Skalen stellen damit einen Spezialfall der Funktionsskalen dar.
Die doppelt logarithmischen Skalen werden in bis zu vier Teilungslängen mit den Standardbezeichnungen LL0, LL1, LL2 und LL3 unterteilt. Die Skala LL0 läuft von 1,001 bis 1,01 entsprechend der Werte 0,001 bis 0,01 auf den Grundskalen. Die Skala LL1 läuft von 1,01 bis 1,105 entsprechend der Werte 0,01 bis 0,1 auf den Grundskalen; LL2 läuft von 1,105 bis e entsprechend der Werte 0,1 bis 1 und LL3 von e bis 22000 entsprechend den Werten 1 bis 10 auf den Grundskalen.
Die Skala L3 ist spätestens ab dem Wert 1000 sehr ungenau unterteilt, so dass Rechnungen genauer durchgeführt werden können, wenn in mehrere Faktoren aufgeteilt wird. Die Aufteilung in Faktoren kann auch für Werte verwendet werden, die den Wertebereich überschreiten.
Die doppelt logarithmischen Skalen werden auf Duplexmodellen meist symmetrisch mit den inversen doppelt logarithmischen Skalen aufgetragen. Die inversen doppelt logarithmischen Skalen berechnen sich nach der Formel {\displaystyle l(x)=L\cdot \lg \left(\ln(1/x)\right)}. Die Bereiche dieser Reziprokskalen LL00 bis LL03 stimmen bezüglich der Grundskalenwerte mit denen der Skalen LL0 bis LL3 überein; die Wertebereiche der Reziprokskalen LL00 bis LL03 entsprechen genau den Reziprokwerten der Skalen LL0 bisL L3. Die symmetrischen doppelt logarithmischen Skalen lassen sich daher auch sehr gut zur Ermittlung der Reziprokwerte verwenden, wobei die Dezimalpunktstelle nicht selbst ermittelt werden muss.

## Verwendung

### Die Skalen
Auf einem Stab bzw. Schieber existieren mehrere (meist logarithmische) Skalen, die jeweils eine spezielle Funktion haben. Die in der Tabelle verwendeten Großbuchstaben entsprechen der üblichen Bezeichnung auf den meisten modernen Rechenschiebern. Jeder Rechenschieber besitzt in der Regel nur eine Auswahl der aufgezählten Skalen. Da es eine Vielzahl von Skalensystemen gibt, ist die Angabe über die Position der Skala nicht immer allgemein gültig. Zudem sind die einzelnen Systeme nicht immer eindeutig; gerade die zusätzlichen Skalen wurden von den einzelnen Herstellern unterschiedlich angeordnet.
In der Regel zeigen die Skalen von links nach rechts aufsteigende Werte. Skalen, die von links nach rechts abnehmen, sind meist rot beschriftet.
| Bezeichnung | Bereich         | Funktion                                                    | Bemerkung |
| ----------- | --------------- | ----------------------------------------------------------- | --- |
| A           | 1 .. 100        | {\displaystyle x^{2}{\mathrel {\widehat {=}}}D^{2}}         | Quadratskala zu Grundskala D auf dem Stabkörper oben. |
| B           | 1 .. 100        | {\displaystyle x^{2}{\mathrel {\widehat {=}}}C^{2}}         | Quadratskala zu Grundskala C auf der Zunge oben. |
| C           | 1 .. 10         | {\displaystyle x}                                           | Grundskala auf der Zunge. |
| CF          | 3 .. 1 .. 3     | {\displaystyle \pi x}                                       | Um π versetzte Grundskala C auf der Zunge oben. |
| Ch          | 0 .. 3          | {\displaystyle \sphericalangle \cosh {x}}                   | Hyperbelkosinusskala. Beim Typ HyperLog unten auf dem Stabkörper. |
| CI          | 10 .. 1         | {\displaystyle x^{-1}{\mathrel {\widehat {=}}}C^{-1}}       | Kehrwert der Grundskala C auf der Zunge. |
| CIF         | 0,3 .. 1 .. 0,3 | {\displaystyle 1/{\pi x}\mathrel {\widehat {=}} CF^{-1}}    | Kehrwert der um π versetzten Grundskala C auf der Zunge. |
| D           | 1 .. 10         | {\displaystyle x}                                           | Grundskala auf dem Stabkörper. |
| DF          | 3 .. 1 .. 3     | {\displaystyle \pi x}                                       | Um π versetzte Grundskala D auf dem Stabkörper oben. |
| DI          | 10 .. 1         | {\displaystyle x^{-1}{\mathrel {\widehat {=}}}D^{-1}}       | Kehrwert der Grundskala D auf dem Stabkörper. |
| DIF         | 0,3 .. 1 .. 0,3 | {\displaystyle 1/{\pi x}\mathrel {\widehat {=}} DF^{-1}}    | Kehrwert der um π versetzten Grundskala D auf dem Stabkörper. |
| H1          | 1,005 .. 1,5    | {\displaystyle {\sqrt {1+(0{,}1x)^{2}}}}                    | Erste hyperbolische Skala. Beim Typ HyperLog unten auf dem Stabkörper. |
| H2          | 1,4 .. 10       | {\displaystyle {\sqrt {1+x^{2}}}}                           | Zweite hyperbolische Skala. Beim Typ HyperLog oben auf dem Stabkörper. |
| K           | 1 .. 1000       | {\displaystyle x^{3}{\mathrel {\widehat {=}}}D^{3}}         | Kuben- oder Kubikskala (etwa zum Bestimmen eines Volumens). Befindet sich meist oben auf dem Stabkörper.                                                                           |
| L           | [0],0 .. [1],0  | {\displaystyle \log {x}{\mathrel {\widehat {=}}}\log {D}}   | Mantissenskala. Zeigt die Mantisse des dekadischen Logarithmus. Der Numerus muss eigenständig bestimmt werden. Diese Skala ist im Gegensatz zu den anderen Skalen linear skaliert. |
| LL0         | 1,001 .. 1,011  | {\displaystyle e^{0{,}001x}}                                | Nullte Exponentialskala. Beim Typ HyperLog unten auf der Rückseite des Stabkörpers.                                                                                                |
| LL1         | 1,010 .. 1,11   | {\displaystyle e^{0{,}01x}}                                 | Erste Exponentialskala. Beim Typ Darmstadt auf Rückseite der Zunge; beim Typ Duplex unten auf der Rückseite des Stabkörpers.                                                       |
| LL2         | 1,10 .. 3,0     | {\displaystyle e^{0{,}1x}}                                  | Zweite Exponentialskala. Beim Typ Darmstadt auf Rückseite der Zunge; beim Typ Duplex unten auf der Rückseite des Stabkörpers.                                                      |
| LL3         | 2,5 .. 5·104    | {\displaystyle e^{x}}                                       | Dritte Exponentialskala. Beim Typ Darmstadt auf Rückseite der Zunge; beim Typ Duplex unten auf der Rückseite des Stabkörpers.                                                      |
| LL00        | 0,999 .. 0,989  | {\displaystyle e^{-0{,}001x}}                               | Kehrwert zu LL0. Beim Typ HyperLog oben auf der Rückseite des Stabkörpers. |
| LL01        | 0,99 .. 0,9     | {\displaystyle e^{-0{,}01x}}                                | Kehrwert zu LL1. Beim Typ Duplex oben auf der Rückseite des Stabkörpers. |
| LL02        | 0,91 .. 0,35    | {\displaystyle e^{-0{,}1x}}                                 | Kehrwert zu LL2. Beim Typ Duplex oben auf der Rückseite des Stabkörpers. |
| LL03        | 0,39 .. 2·10−5  | {\displaystyle e^{-x}}                                      | Kehrwert zu LL3. Beim Typ Duplex oben auf der Rückseite des Stabkörpers. |
| P           | 0,995 .. 0      | {\displaystyle {\sqrt {1-(0{,}1x)^{2}}}}                    | Pythagoreische Skala. Bei den Typen Darmstadt und Duplex unten auf dem Stabkörper.                                                                                                 |
| S           | 5,5° .. 90°     | {\displaystyle \sphericalangle \sin {0{,}1x}}               | Sinusskala. Teilweise auch mit Kosinusskala in roter Schrift. Beim Typ Rietz oftmals auf der Rückseite der Zunge.                                                                  |
| Sh1         | 0,1 .. 0,9      | {\displaystyle \sphericalangle \sinh {0{,}1x}}              | Erste Hyperbelsinusskala. Bei den Typen HyperboLog und HyperLog unten auf dem Stabkörper.                                                                                          |
| Sh2         | 0,85 .. 3       | {\displaystyle \sphericalangle \sinh {x}}                   | Zweite Hyperbelsinusskala. Beim Typ HyperboLog unten auf dem Stabkörper, beim HyperLog oben.                                                                                       |
| ST          | 0,55° .. 5,5°   | {\displaystyle \sphericalangle \operatorname {arc} 0{,}01x} | Bogenmaßskala für kleine Winkel. Auch für Sinus und Tangens geeignet. Beim Typ Rietz oftmals auf der Rückseite der Zunge.                                                          |
| T oder T1   | 5,5° .. 45°     | {\displaystyle \sphericalangle \tan {0{,}1x}}               | Tangensskala für Winkel zwischen 5,5° und 45°. Teilweise auch mit Kotangensskala in roter Schrift. Beim Typ Rietz oftmals auf der Rückseite der Zunge.                             |
| T2          | 45° .. 84,5°    | {\displaystyle \sphericalangle \tan {x}}                    | Tangensskala für Winkel zwischen 45° und 84,5°. Teilweise auch mit Kotangensskala in roter Schrift.                                                                                |
| Th          | 0,1 .. 3        | {\displaystyle \sphericalangle \tanh {x}}                   | Hyperbeltangenskala. Bei den Typen HyperboLog und HyperLog oben auf dem Stabkörper.                                                                                                |
| W1 oder R1  | 1 .. 3,3        | {\displaystyle {\sqrt {x}}}                                 | Erste feste Wurzelskala. Beim Typ Duplex unten auf der Rückseite des Stabkörpers.                                                                                                  |
| W1′         | 1 .. 3,3        | {\displaystyle {\sqrt {x}}}                                 | Erste bewegliche Wurzelskala. Beim Typ Duplex unten auf der Rückseite der Zunge.                                                                                                   |
| W2 oder R2  | 3 .. 10         | {\displaystyle {\sqrt {10x}}}                               | Zweite feste Wurzelskala. Beim Typ Duplex oben auf der Rückseite des Stabkörpers.                                                                                                  |
| W2′         | 3 .. 10         | {\displaystyle {\sqrt {10x}}}                               | Zweite bewegliche Wurzelskala. Beim Typ Duplex oben auf der Rückseite der Zunge.                                                                                                   |

### Der Läufer
Der verschiebbare Läufer dient nicht nur zum genauen Ablesen und Einstellen der verschiedenen Skalen. Er besitzt oft auch zusätzliche Läuferstriche, die eine vereinfachte direkte Berechnung erlauben.
Die kurzen Läuferstriche links oben oder rechts unten werden in Verbindung mit dem Hauptstrich zur Berechnung von Kreisflächen verwendet.
Einige Modelle haben zusätzliche Markierungen zur Umrechnung von kW in PS oder zur direkten Rechnung mit dem Faktor 360 (z. B. für die Zinsberechnung).

### Genauigkeit und Kommastellen
Die Genauigkeit, mit der sich eine Zahl einstellen oder ablesen lässt, hängt von der Größe des Rechenschiebers ab. Bei einem 30 cm langen Rechenschieber kann man die Zahlen auf den Grundskalen C und D mit einer Genauigkeit von zwei bis drei Dezimalstellen direkt einstellen bzw. ablesen. Eine weitere Dezimalstelle kann man mit etwas Übung abschätzen. Größere Rechenschieber haben eine feinere Unterteilung der Skalen und ermöglichen damit eine genauere Rechnung.
Da die tatsächlichen Abstände numerisch äquidistanter Skalenstriche entsprechend der logarithmischen Teilung variieren, kann man größere Zahlen absolut weniger genau einstellen bzw. ablesen als kleinere Zahlen. Die relative Ungenauigkeit, also das Verhältnis der Ungenauigkeit einer Zahl zu der Zahl selbst, ist aber für alle Zahlen gleich. Deshalb ist bei mehreren aufeinander folgenden Multiplikationen nicht nur das Ergebnis, sondern auch dessen Genauigkeit unabhängig von der Reihenfolge, in der die einzelnen Multiplikationsschritte ausgeführt werden.
Der Rechenschieber zeigt allerdings nicht die Größenordnung einer Zahl an. So kann z. B. der abgelesene Wert 6 sowohl 6; 60; 600, aber auch 0,6; 0,06; 0,006 usw. bedeuten.
Die Stellung des Kommas wird durch eine Überschlagsrechnung ermittelt. Dies ist für die korrekte Anwendung des Rechenschiebers unerlässlich.

### Multiplikation
Die Multiplikation ist die einfachste und zugleich ursprünglichste Rechenart des Rechenschiebers. Sie beruht auf der Rechenregel, dass der Logarithmus eines Produkts gleich der Summe der Logarithmen der einzelnen Faktoren ist.
Da die Skalen C und D auf dem Rechenschieber logarithmisch geteilt sind, erhält man durch die geometrische Addition zweier Strecken auf diesen Skalen eine Summe aus zwei Logarithmen.
Zuerst wird die Anfangsmarkierung „1“ der beweglichen Skala C (auf der Zunge) über den ersten Faktor auf der festen Skala D geschoben. Der Läufer wird nun über den zweiten Faktor auf der Skala C geschoben. Das Ergebnis wird an dieser Stelle auf der Skala D abgelesen.

Beispiel für die Berechnung

Übersteigt das Produkt den Wert 10, lässt sich dieses nicht auf die beschriebene Weise ablesen. Man stellt sich nun vor, dass man eine virtuelle zweite D-Skala an das Ende der ersten anhängt. Dies entspricht einer Verschiebung der 10 der C-Skala über den ersten Faktor der D-Skala. Das Produkt lässt sich dann mit Hilfe des Läufers unter dem zweiten Faktor der C-Skala auf D ablesen. Dieses Vorgehen wird „Durchschieben“ bzw. „Rückschlag“ der Zunge genannt.

Beispiel für die Berechnung

Nach derselben Methode kann man für die Multiplikation auch die Skalen A und B verwenden. Dies ist sehr praktisch, wenn einer der Faktoren eine Quadratzahl ist oder wenn man eine Wurzel aus dem Produkt ziehen will. Für die einfache Multiplikation ist diese Vorgehensweise eher unüblich, da man durch die größere Teilung der Skalen A und B eine geringere Genauigkeit erhält.

### Division
Die Division ist die Umkehrung der Multiplikation. Sie beruht auf der Rechenregel, dass der Logarithmus eines Quotienten (Zähler geteilt durch Nenner) gleich der Differenz aus dem Logarithmus des Dividenden (Zähler) und dem Logarithmus des Divisors (Nenner) ist.
Zuerst wird der Divisor auf der beweglichen Skala C (auf der Zunge) über den Dividenden auf der festen Skala D geschoben. Der Läufer wird nun auf die Anfangsmarkierung „1“ auf der Skala C geschoben. Das Ergebnis wird an dieser Stelle auf der Skala D abgelesen.

Beispiel für die Berechnung

Unterschreitet der Quotient den Wert 1, kann man das Ergebnis alternativ an der Endmarkierung „10“ der beweglichen Skala C ablesen.

Beispiel für die Berechnung

Nach derselben Methode kann man für die Division auch die Skalen A und B verwenden; jedoch ist hierbei die Genauigkeit geringer.
Eine andere Möglichkeit besteht darin, dass man den Dividenden mit dem Kehrwert des Divisors multipliziert. Man geht dazu genauso vor wie bei der Multiplikation, nur mit dem Unterschied, dass man statt der Zungenskala C die Kehrwertskala CI verwendet.

### Proportionen
Das Verhältnis zwischen den Werten auf den Skalen C und D bzw. A und B ist bei unveränderter Zungeneinstellung immer gleich.
Somit eignet sich der Rechenschieber sehr gut für Proportionalrechnungen bzw. für Dreisatzaufgaben. Hierbei ist es hilfreich, vor der Multiplikation die Division durchzuführen, da sich die Aufgabe dann meist mit einer einzigen Zungeneinstellung berechnen lässt.
Ein wesentlicher Vorteil des Rechenschiebers liegt bei Dreisatzrechnungen darin, dass nicht nur das Ergebnis für den zweiten Faktor, sondern bei gleicher Zungeneinstellung für beliebig viele weitere Faktoren abgelesen werden kann.
Ein Beispiel zur Tabellenbildung: Man will englische Yards in Meter umrechnen und umgekehrt. Es gilt das Verhältnis, 82 Yards sind 75 Meter. Hierzu stellt man den Wert 75 auf der beweglichen Skala C über den Wert 82 auf der festen Skala D. Nun kann man für beliebige Werte von Yards auf der Skala D die entsprechende Meterzahl auf der Skala C ablesen. Umgekehrt kann man für beliebige Werte von Metern auf der Skala C die entsprechende Yardzahl auf der Skala D ablesen.

### Potenzen

#### Quadratzahlen

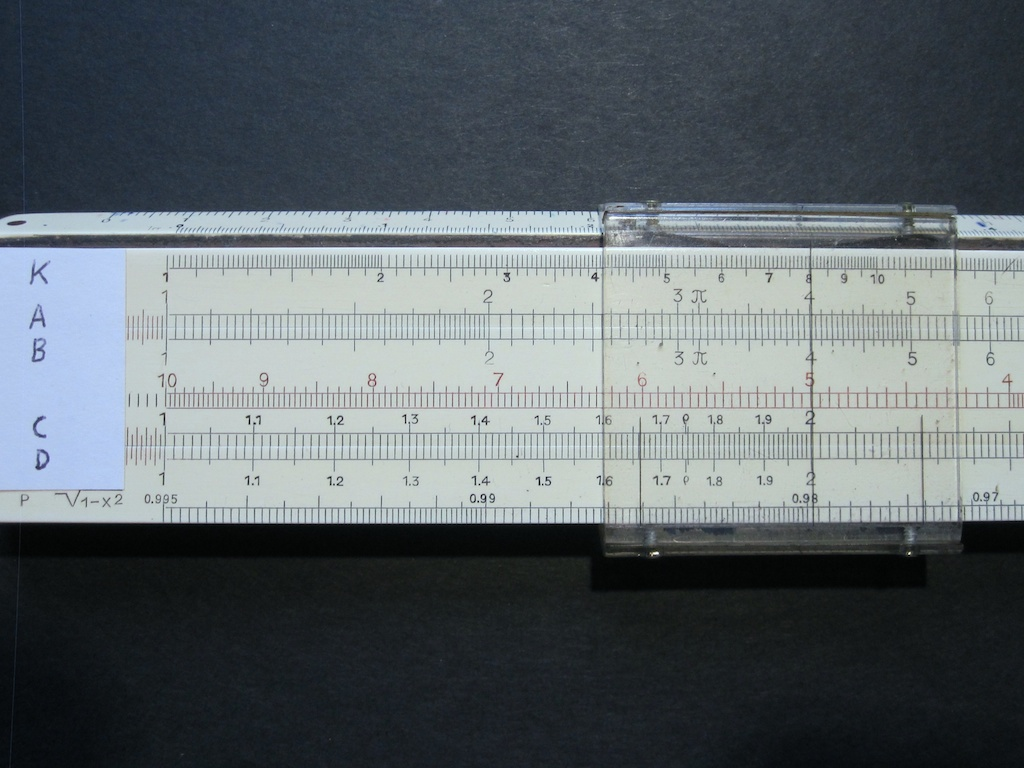
Beispiel für Quadrat- bzw. Kubikzahl Läuferstrich auf Zahl: D#2, Ergebnis auf Skala A#4 bzw. K#8

Für die Quadratskalen A und B gilt die Beziehung
{\displaystyle \log x^{2}=2\log x},
d. h., sie besitzen zwei Dekaden (1 bis 10 und 10 bis 100) im Bereich der Grundskalendekade (1 bis 10).
Das Quadrieren erfolgt durch den Übergang von der Skala C bzw. D auf die Skala B, bzw. A, wobei vorteilhaft der mittlere Läuferstrich benutzt wird. Man stellt den Läuferstrich z. B. über den Wert auf Skala D und liest auf Skala A die Quadratzahl ab.
Bei einigen Rechenschiebern existiert auf dem Läufer ein kurzer Zusatzstrich über den Quadratskalen A und B, der um die Strecke π/4 versetzt ist. Mit Hilfe dieses Zusatzstriches kann die Kreisfläche direkt auf den Skalen A oder B abgelesen werden, wenn der Kreisdurchmesser mit dem Mittelstrich des Läufers auf den Skalen C oder D eingestellt wird.

#### Kubikzahlen
Für die Kubik- oder Kubenskala K gilt die Beziehung
{\displaystyle \log x^{3}=3\log x},
d. h., sie besitzt drei Dekaden (1 bis 10, 10 bis 100 und 100 bis 1000) im Bereich der Grundskalendekade.
Das Ermitteln der Kubikzahl erfolgt durch den Übergang von der Skala D auf die Skala K, wobei vorteilhaft der mittlere Läuferstrich benutzt wird.

### Wurzeln

#### Quadratwurzel
Um die Quadratwurzel einer Zahl zu ermitteln, deren Wert zwischen 1 und 100 liegt, stellt man diese Zahl mit dem Läufer auf der Skala A bzw. B ein und liest das Ergebnis auf der Grundskala D bzw. C ab.
Ist die Quadratwurzel einer Zahl zu ermitteln, deren Wert nicht zwischen 1 und 100 liegt, so wird der Radikand in zwei Faktoren zerlegt, wobei ein Faktor eine Potenz zur Basis 100 darstellt und der zweite Faktor im Bereich zwischen 1 und 100 liegt. Nach der Formel {\displaystyle {\sqrt {100^{a}\,x}}=10^{a}{\sqrt {x}}\,} kann man aus jedem Faktor getrennt die Wurzel ziehen und die Ergebnisse multiplizieren.
Man kann auch folgende Faustregel anwenden: Alle Zahlen größer als 1 mit ungerader Anzahl Stellen vor dem Komma und alle Zahlen kleiner als 1 mit ungerader Anzahl Nullen nach dem Komma werden in der linken Dekade (1 bis 10) der Skala A eingestellt. Alle Zahlen größer als 1 mit gerader Anzahl Stellen vor dem Komma und alle Zahlen kleiner als 1 mit gerader Anzahl Nullen (auch 0 ist eine gerade Zahl) nach dem Komma werden in der rechten Dekade (10 bis 100) der Skala A eingestellt.

#### Kubikwurzel
Um die Kubikwurzel einer Zahl zu ermitteln, deren Wert zwischen 1 und 1000 liegt, stellt man diese Zahl mit dem Läufer auf der Skala K ein und liest das Ergebnis auf der Grundskala D ab.
Ist die Kubikwurzel einer Zahl zu ermitteln, deren Wert nicht zwischen 1 und 1000 liegt, so wird der Radikand in zwei Faktoren zerlegt, wobei ein Faktor eine Potenz zur Basis 1000 darstellt und der zweite Faktor im Bereich zwischen 1 und 1000 liegt. Nach der Formel
{\displaystyle {\sqrt[{3}]{1000^{a}\,x}}=10^{a}{\sqrt[{3}]{x}}}
kann man aus jedem Faktor getrennt die Wurzel ziehen und die Ergebnisse multiplizieren.

### Kehrwerte
Die Kehrwertskalen CI bzw. DI entsprechen im Erscheinungsbild den Grundskalen C und D, verlaufen aber in entgegengesetzter Richtung. Sie sind deshalb meist rot eingefärbt. Diese Skalen können für verschiedene Rechenmöglichkeiten angewendet werden.
Ist der Kehrwert einer Zahl zu ermitteln, stellt man diese Zahl mit dem Läufer auf der Grundskala ein und liest den Kehrwert direkt auf der Kehrwertskala ab.
Mit Hilfe der Kehrwertskala kann man die Berechnung einer Multiplikation durch eine Division ersetzen und umgekehrt. Es gilt: Eine Zahl wird multipliziert, indem man durch den Kehrwert dividiert. Damit kann man Produkte von mehreren Faktoren mit weniger Zungeneinstellungen ermitteln.
Zusammengesetzte Multiplikationen und Divisionen lassen sich mit den Kehrwertskalen effizienter berechnen.
Weitere Verwendungsmöglichkeiten der Kehrwertskalen ergeben sich bei den trigonometrischen Funktionen und Exponentialrechnungen.

### Logarithmenbestimmung
Die linear geteilte Logarithmen- bzw. Mantissenskala L enthält Werte für die Mantisse (Nachkommastellen) des dekadischen Logarithmus.
Um den dekadischen Logarithmus einer Zahl zu ermitteln, stellt man sie mit dem Läufer auf der Grundskala D ein und liest die Mantisse auf der Mantissenskala L ab. Die Kennzahl (Vorkommastelle) des Logarithmus ergibt sich, ebenso wie bei der Anwendung einer Logarithmentafel, bei Zahlen größergleich 1 aus der Anzahl der Stellen vor dem Komma minus 1. Bei Zahlen kleiner 1 wird die Anzahl der Nullen nach dem Komma ermittelt. Diese Anzahl wird negativ gesetzt und um 1 vermindert. Als Faustregel gilt: Die Kennzahl entspricht der Anzahl der Stellen, um die das Komma verschoben werden muss, bis genau eine von der Null verschiedene Ziffer vor dem Komma steht. Eine Linksverschiebung wird positiv gewertet, eine Rechtsverschiebung negativ.
Die Logarithmenbestimmung wird vor allem zur Berechnung von Potenzen und Wurzeln beliebiger Exponenten verwendet. Da jedoch schon durch kleine Ungenauigkeiten bei der Ermittlung des Logarithmus die Endgenauigkeit deutlich beeinträchtigt wird, dient diese Methode lediglich für Überschlagsrechnungen.

### Trigonometrische Werte
Für alle Winkelfunktionen gilt: Ist ein Winkel gegeben, der größer als 90° ist, so muss er erst auf einen spitzen Winkel zurückgeführt werden, der den gleichen Funktionswert liefert.

#### Sinus
Die Sinusskala S ist dezimal unterteilt und ergibt in Verbindung mit der Grundskala D die Winkelfunktion, bzw. bei umgekehrter Ablesung den Winkel.
Der Sinuswert für Winkel zwischen 5,7° und 90° lässt sich ermitteln, indem man mit dem Läufer die Gradzahl auf der Sinusskala S einstellt und den Funktionswert auf Skala D abliest.
Sinuswerte für Winkel kleiner als 5,7° lassen sich mit der Bogenmaßskala ST ermitteln (s. u.).

#### Kosinus
Die Sinusskala S ist meistens zusätzlich mit roten Winkelwerten beschriftet, die von rechts nach links ansteigen.
Diese Werte, im Intervall von 0° bis 84,3°, stellen den Komplementwinkel dar und ermöglichen die Ablesung des Kosinuswertes auf der Grundskala D.
Umgekehrt lässt sich der zugehörige Winkel bestimmen.

#### Tangens
Zur Ermittlung der Tangenswerte verwendet man die Skalen T1 und T2, wobei man T1 für Winkelwerte zwischen 5,7° und 45° und T2 für Winkelwerte zwischen 45° und 84,3° verwendet. Die Ablesung des Tangenswertes erfolgt auf der Grundskala D. Umgekehrt lässt sich der zugehörige Winkel bestimmen.
Der Kotangenswert kann auf der Kehrwertskala DI abgelesen werden.
Tangenswerte für Winkel kleiner als 5,7° lassen sich mit der Bogenmaßskala ST ermitteln (s. u.).
Für Winkelwerte zwischen 84,3° und 90° ermittelt man den Komplementwinkel und stellt ihn auf der Bogenmaßskala ST ein. Nach der Beziehung
{\displaystyle \tan {x}=\cot {(90^{\circ }-x)}}
kann man den Tangenswert auf der Kehrwertskala DI ablesen.

#### Bogenmaß
Die Bogenmaßskala ST ist dezimal unterteilt und ergibt in Verbindung mit der Grundskala D das Bogenmaß, bzw. bei umgekehrter Ablesung den Winkel.
Das Bogenmaß für Winkel zwischen 0,57° und 5,7° lässt sich ermitteln, indem man mit dem Läufer die Gradzahl auf der Bogenmaßskala ST einstellt und das Bogenmaß auf der Grundskala D abliest.
Für Winkel unter 5,7° gilt die Beziehung
{\displaystyle \operatorname {arc} x\approx \sin x\approx \tan x}.
D. h., das Bogenmaß entspricht ungefähr der Sinusfunktion und der Tangensfunktion. Die Abweichung beträgt hier weniger als 1,5 ‰.
Deshalb wird diese Skala auch zur Ermittlung von Sinus- und Tangenswerten für kleine Winkel verwendet.

### Allgemeine Potenzberechnungen
Die drei Exponentialskalen LL1, LL2, LL3 stellen aneinandergereiht den natürlichen Logarithmus für die Funktionswerte 1,01 bis 50000 dar. Mit Hilfe dieser Skalen lassen sich beliebige Potenzen, Wurzeln und Logarithmen berechnen. Die Exponentialskalen sind Stellenwertskalen, d. h., ihr Dezimalwert entspricht der angeschriebenen Beschriftung und ist nicht wie bei den Grundskalen veränderlich.

### Addition und Subtraktion
Eine Addition oder Subtraktion ist mit herkömmlichen Rechenschiebern nur möglich, wenn lineare Skalen für Addition und Subtraktion vorhanden sind. Andernfalls kann man durch eine Umformung der Additionsaufgabe in eine Multiplikationsaufgabe alle Rechenschieber verwenden. Dabei wird die Gleichung so umgeformt, dass {\displaystyle y} ausgeklammert wird. Es gilt
{\displaystyle x+y=\left({\frac {x}{y}}+1\right)\cdot \;y}  für die Addition und
{\displaystyle x-y=\left({\frac {x}{y}}-1\right)\cdot \;y}  für die Subtraktion.
Diese Aufgabenstellung kann man durch die Anwendung von Division und Multiplikation mit dem Rechenschieber lösen. Die als Zwischenergebnis notwendige Addition bzw. Subtraktion der Zahl 1 kann im Kopf erfolgen. Diese Art der Berechnung ist aufwändig und spielt beim Einsatz des Rechenschiebers kaum eine Rolle.